# Carrières souterraines de la Malogne
Les carrières souterraines de la Malogne sont constituées d'un ensemble d'exploitations contiguës et parfois en communication, situées à Cuesmes, dans la province de Hainaut en Belgique. Les principales étaient celles de la S.A. des Phosphates de la Malogne (Petite et Grande Malogne), d'Emile Rolland et de Joseph Mortiau. L'extraction souterraine y a duré de 1877 à 1921/25, avec une faible reprise en 1934.

## Localisation
Elles s'étendent sur près de 68 hectares, sous les anciennes communes de Cuesmes et, pour l'extrémité est, d'Hyon, qui font aujourd'hui partie du grand Mons. Environ 40 hectares sont accessibles à pied sec ou en canot. Le reste est totalement sous eau ou remblayé par les schlamms crayeux, résidus du traitement d'enrichissement à l'usine de la Malogne.

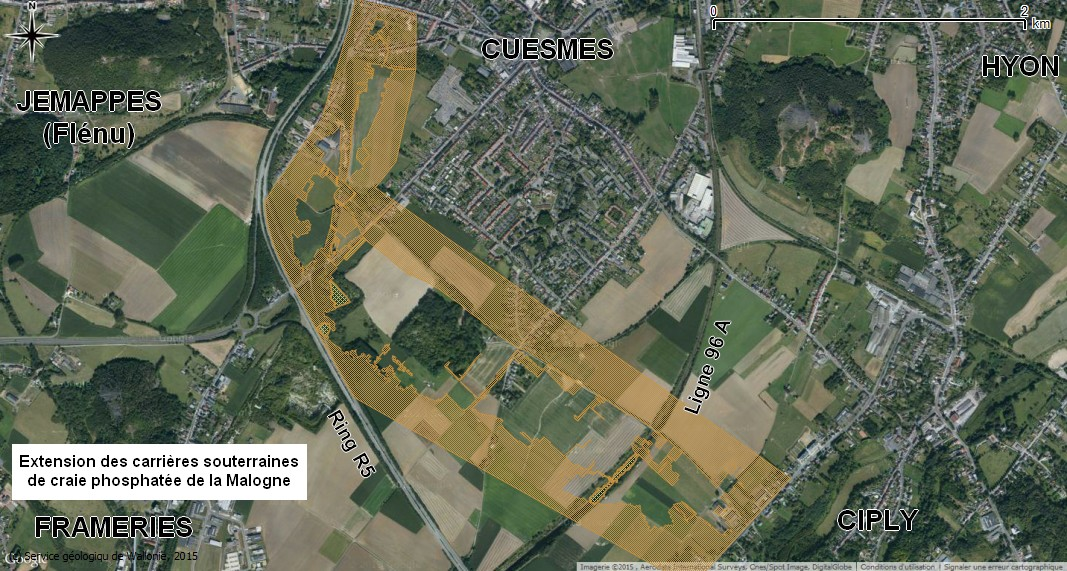
Extension des carrières souterraines de craie phosphatée de la Malogne

Cette usine se trouvait à l'emplacement de l'actuelle esplanade de la Malogne et dans les bois juste à l'est. Le Bois de la Malogne est constitué par les restes des bassins à schlamms de l'usine, ces schlamms ayant été exploités comme amendement phospho-calcaire dans les années 1930 et 1940.
Deux autres usines, celles d'Emile Rolland (puis Joseph Mortiau) et celle, plus petite, de Heidet et Legrand se trouvaient le long de la rue de Frameries et du chemin du Mont Bernard. Un siège d'extraction, avec une pompe à vapeur, existait à la limite d'Hyon, au coin du chemin de Bavay et du chemin de fer industriel des Charbonnages de Ciply (siège de Bavay ou de la Petite Malogne, à la S.A. des Phosphates de la Malogne). L'usine des Phosphate du Couchant de Cuesmes se trouvait à la rue des Champs, entre la rue et le chemin de fer du Nord.
Le lieu-dit aujourd'hui "la Malogne" tient son nom de l'usine des Phosphates de la Malogne (siège de Cuesmes ou de la Grande Malogne). Le nom de l'entreprise trouve son origine, quant à lui, dans l'implantation de son premier siège, sur la colline de la Malogne, au sud du centre du village voisin de Ciply. Le nom du lieu-dit à Cuesmes est "la Grande Barre", toujours repris comme tel au plan cadastral.
Le site cumulerait 175 km de galeries (en fait, il s'agit du chemin virtuel en parcourant les chambres d'exploitation suivant leur maille plus ou moins orthogonale). L'exploitation souterraine a pris fin en 1921/25 (avec une reprise en 1934 et des reprises sporadiques aux abords de la recoupe d'une carrière à ciel ouvert contre la route de Cuesmes à Frameries, jusque vers 1958).
Il s'agit donc bien de carrières, creusées de la main de l'homme, et non de grottes naturelles. Par ailleurs, il n'existe aucun doute quant à leur ancienneté : le début du creusement des galeries, au bord de la route de Cuesmes à Frameries, date de 1877. Il ne remonte pas à l'époque médiévale ou romaine. Le matériau extrait (craie phosphatée) n'était d'ailleurs pas utilisable avant la création des premiers processus d'extraction chimique du phosphore, pour la fabrication d'engrais, au milieu du XIXe siècle. Cette craie est impropre à faire de la chaux et est trop fragile pour servir de matériau de construction.
Comme dans d'autres villages du Couchant de Mons, il existait à Cuesmes des carrières souterraines de craie blanche alimentant des fours à chaux (secteur entre la Voie de Wasmes, la Rue des Amis, la Rue Commandant Lemaire et la Rue de Cache-Après, ainsi qu'au Tir-à-Pigeons et entre la Rue de Frameries et la Voie Jean Botte, ainsi qu'à la Rue des Champs. Ces carrières sont d'extension plus modeste.

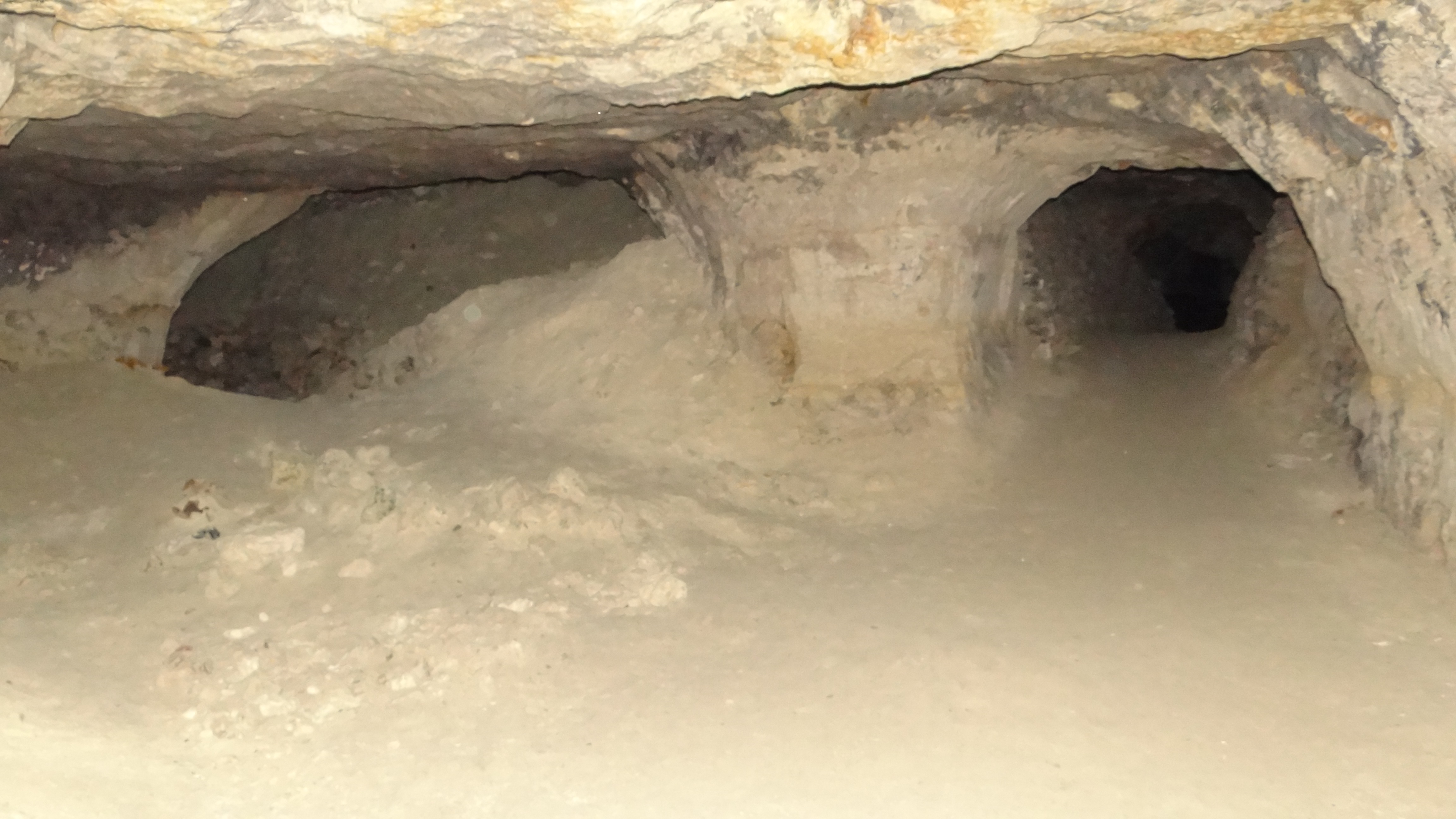
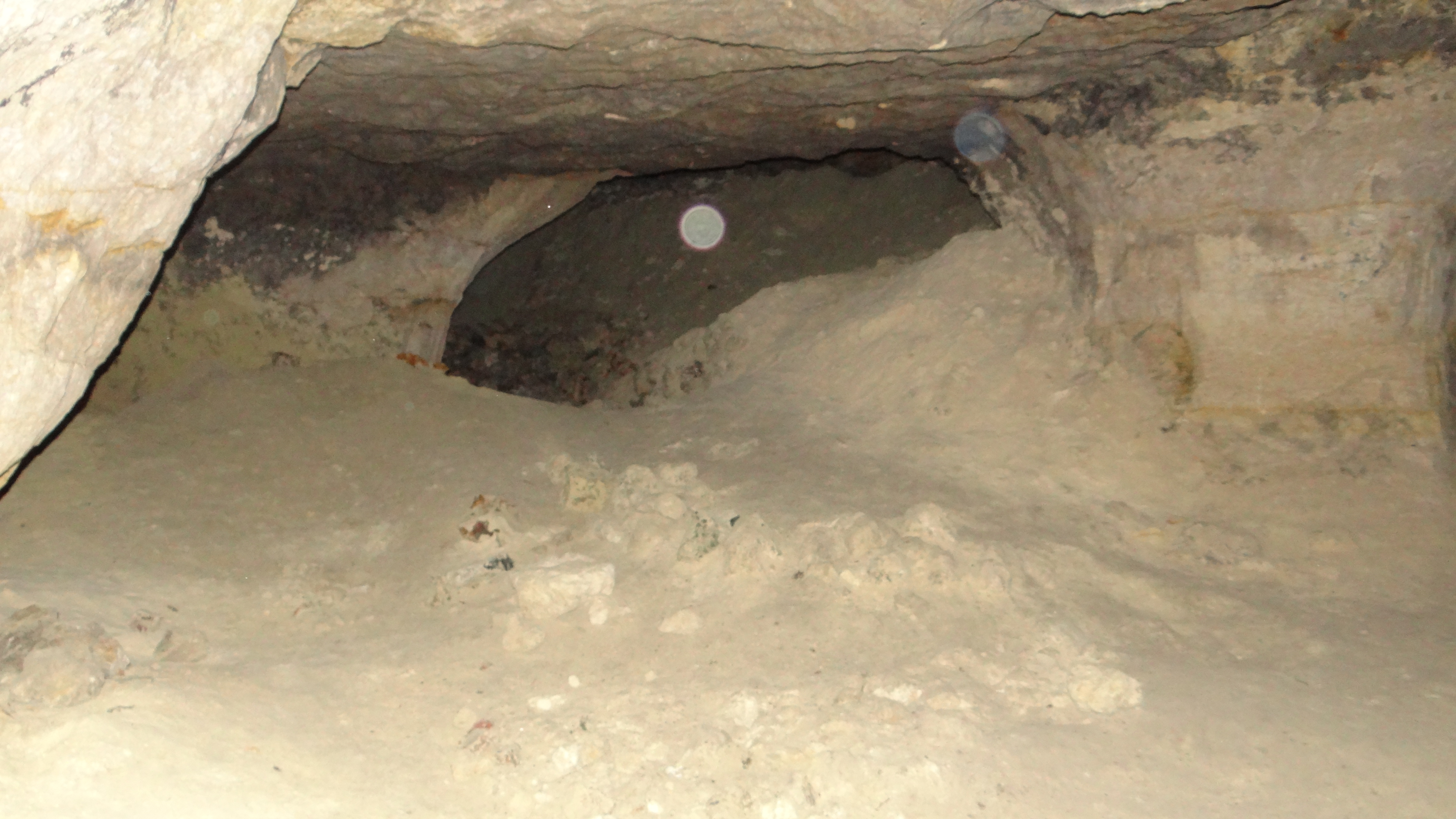
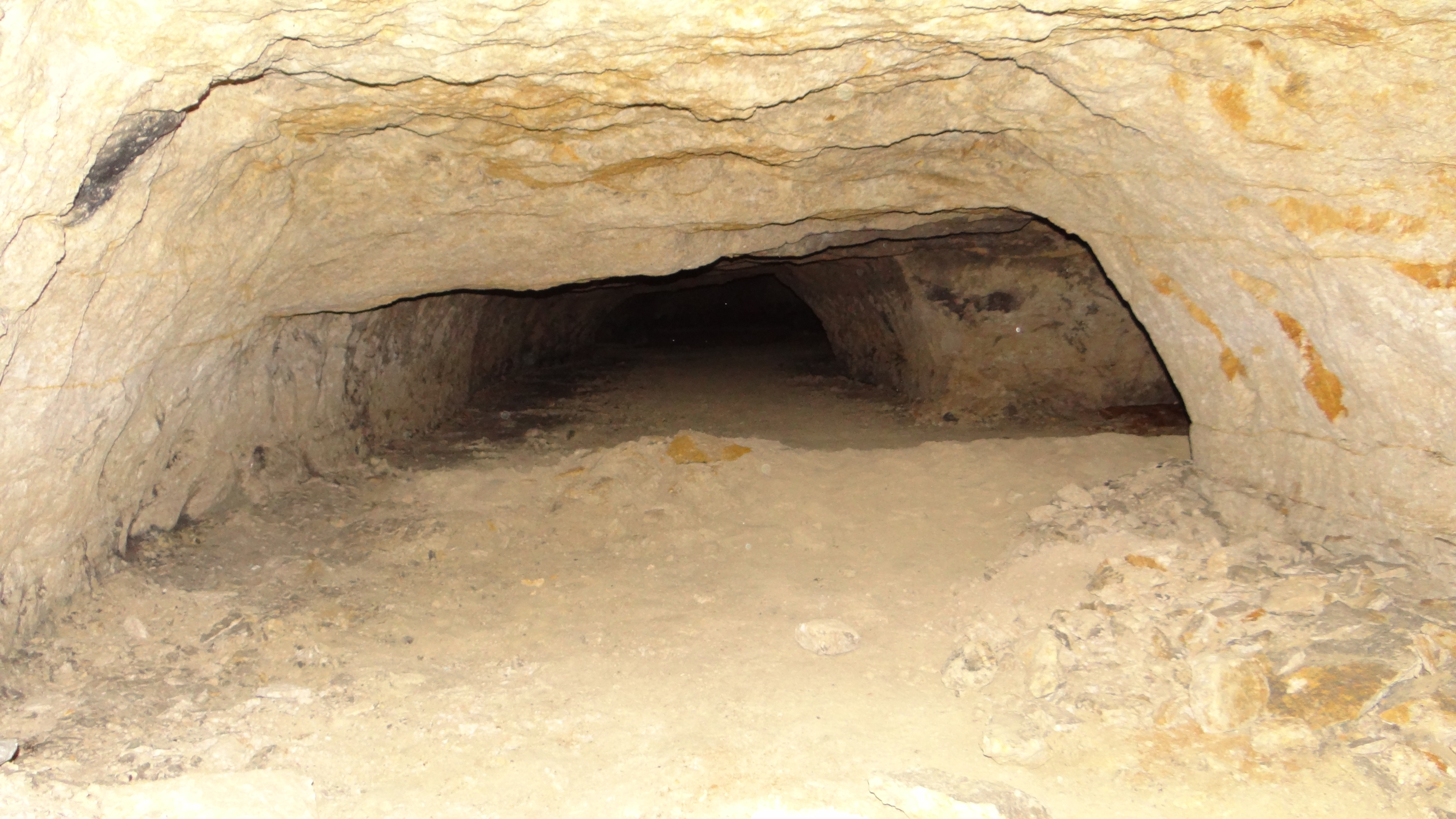
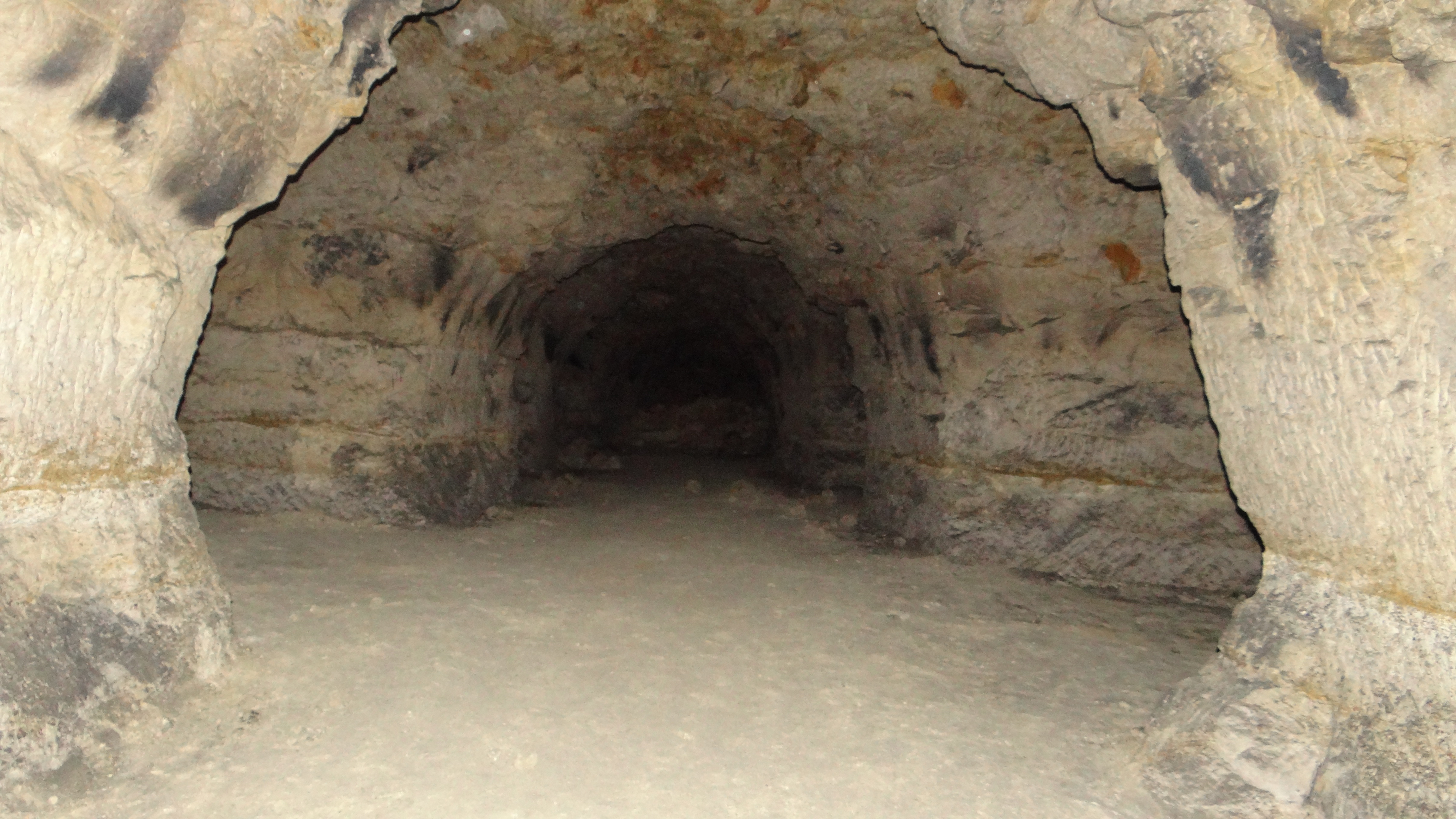
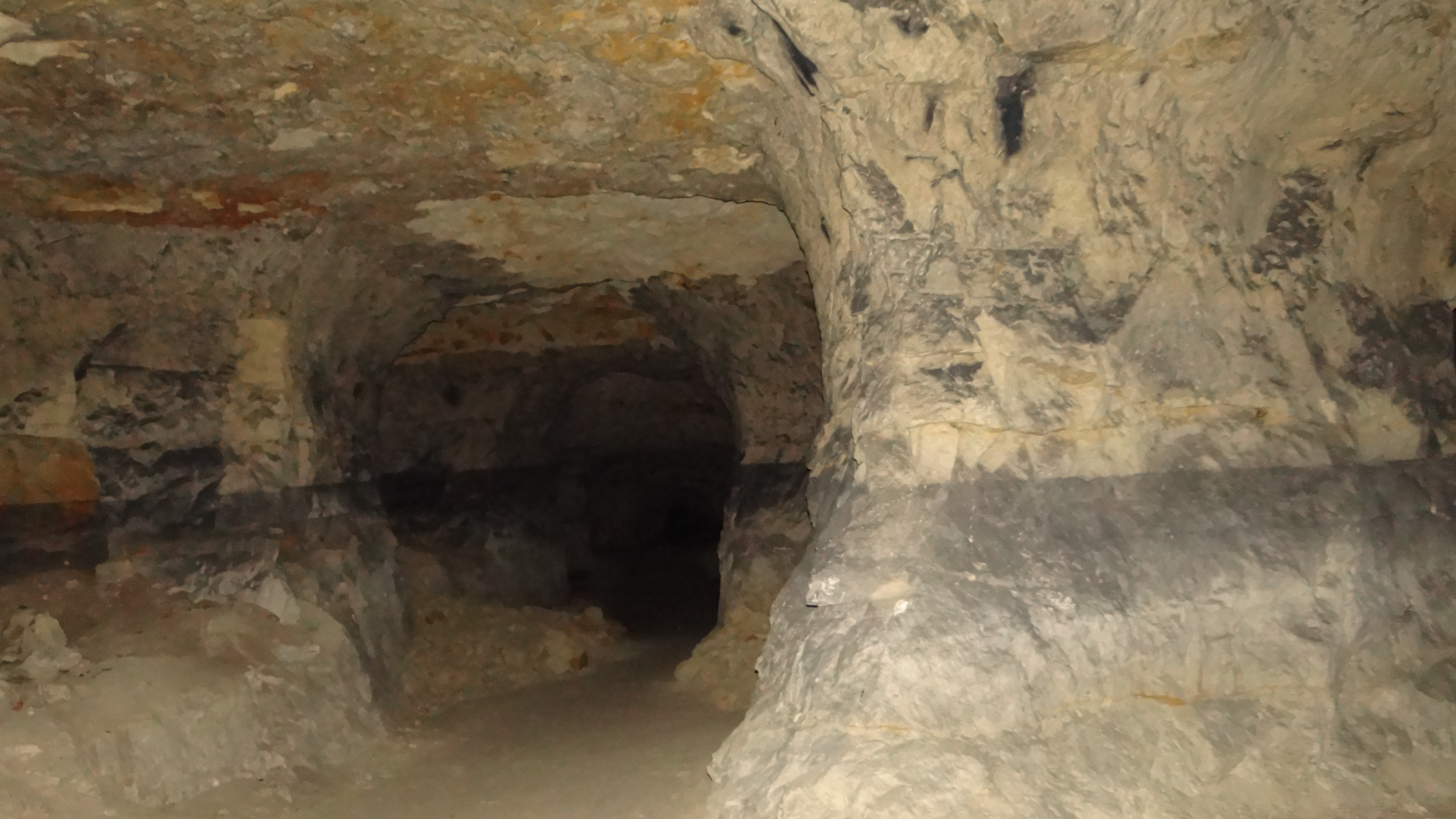

## Géologie

### Stratotype
Du point de vue géologique, les carrières de la Malogne se situent sur la bordure sud du Bassin de Mons, zone de subsidence présentant des « cuves » profondes, séparées par des "seuils". Plus précisément, elles se situent sur le bord sud de la Cuve de Mons. La base du Crétacé y repose sur le Houiller. La base des craies blanches vient presque à l'affleurement au niveau des zonings entre Frameries et Cuesmes, pour plonger, vers le centre de la cuve, sous Mons, à près de 300 m de profondeur, en seulement en 5 km.
Les carrières sont ouvertes sur le biseau de la Formation de Ciply-Malogne (Maastrichtien), calcarénite à matrice crayeuse renfermant jusqu’à 15 % de grains de phosphate de chaux. Elle y est épaisse de 2 à 9 m (sous l'Héribus, elle atteint 70 m d'épaisseur). Le pendage est de 5 à 9° vers le nord-est dans la partie est et de 8 à 12° vers le sud-est dans la partie ouest. Les bancs y sont pluridécimétriques. Le banc du toit est un banc durci (« hard-ground »), épais de 0,30 m à 1,2 m. Il a permis de se passer de soutènement.
La craie phosphatée repose sur un épais complexe de craies blanches (Campanien). Elle est surmontée du « Tuffeau de Ciply », calcarénite grossière (4 à 25 m, Dano-Montien, Paléogène ), d’une épaisseur assez faible de sables verts (Thanéthien) et de 2 à 6 m de limons quaternaires. Le tuffeau et la craie phosphatée sont affectés de poches paléokarstiques atteignant jusqu’à 25 m de profondeur et 2500 m³. Elles sont surtout alignées sur les failles.
Le gisement est affecté de nombreuses failles, d’un rejeu quasi nul à 2,5 m. Certaines ont joué en ciseau. Elles affectent le Tuffeau de Ciply. Des failles synsédimentaires, délimitant des horsts et grabens, ont par ailleurs conditionné l’épaisseur des dépôts.
L'un des fossiles les plus connus du Maastrichtien est le mosasaure, présent sur le site ainsi qu'une carapace de tortue, de belemnites, huitres etc.

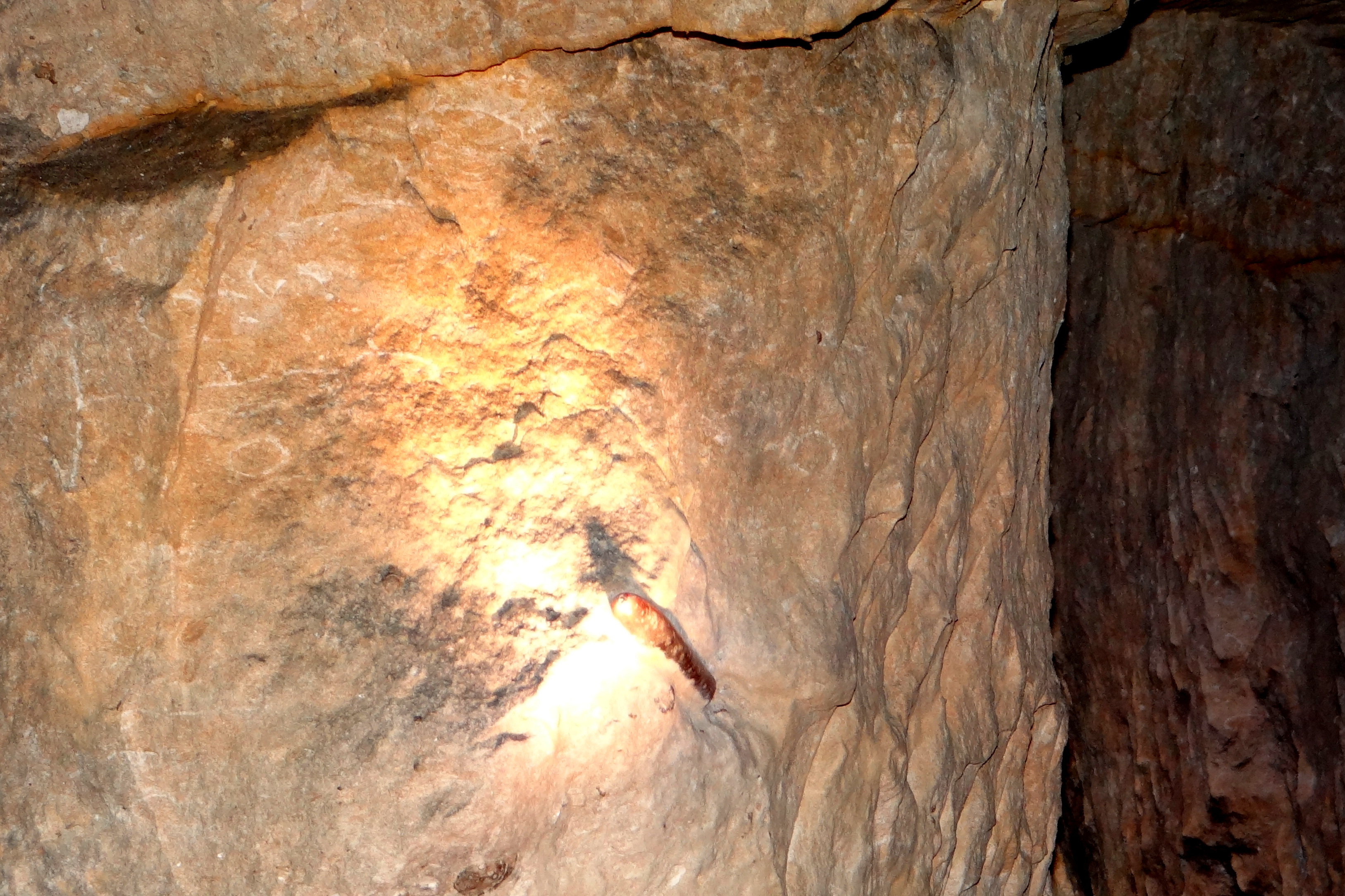
Rostre de Belemnite.
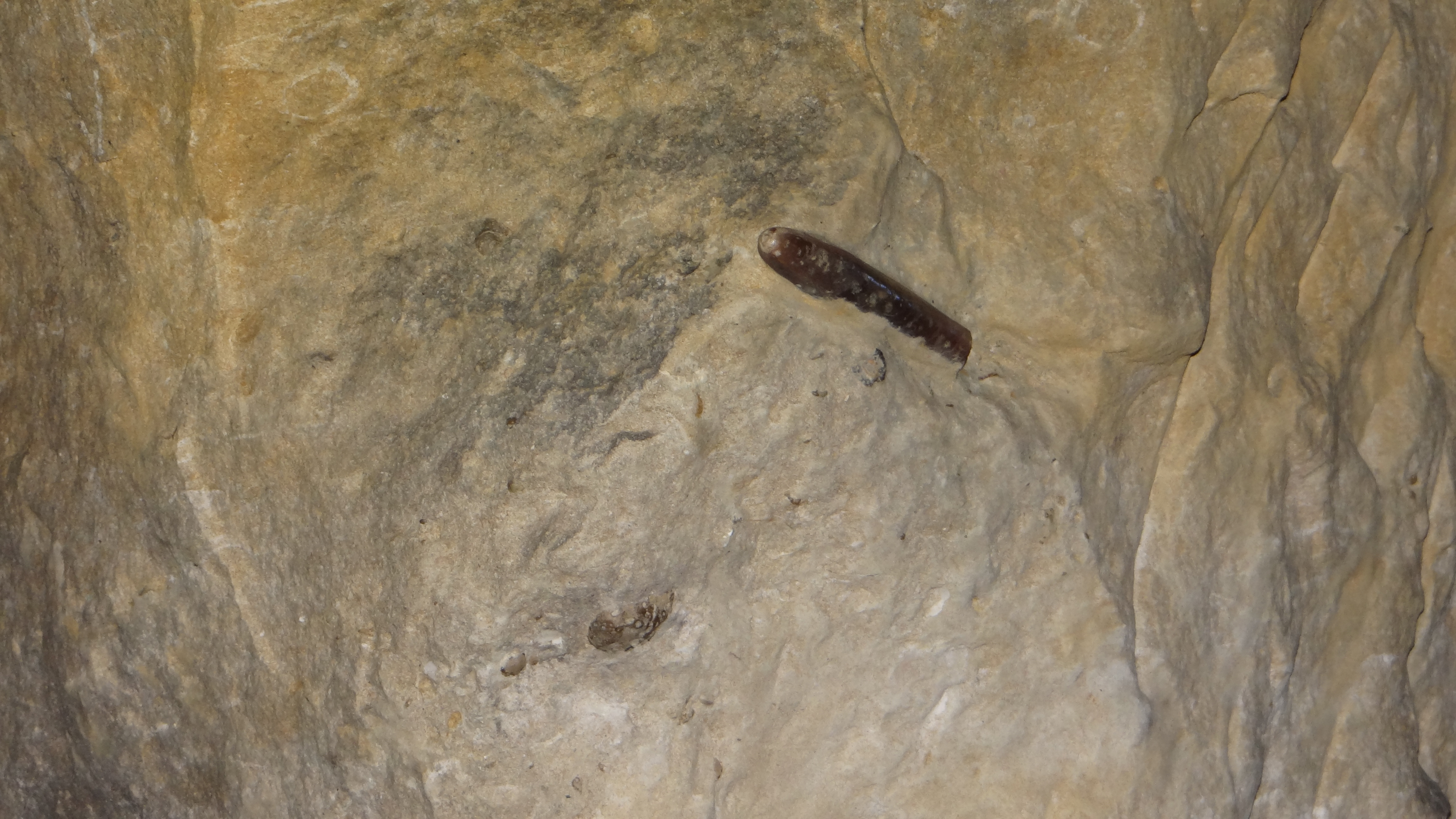
Rostre de Belemnite au-dessus d'un fossile d'éponge.
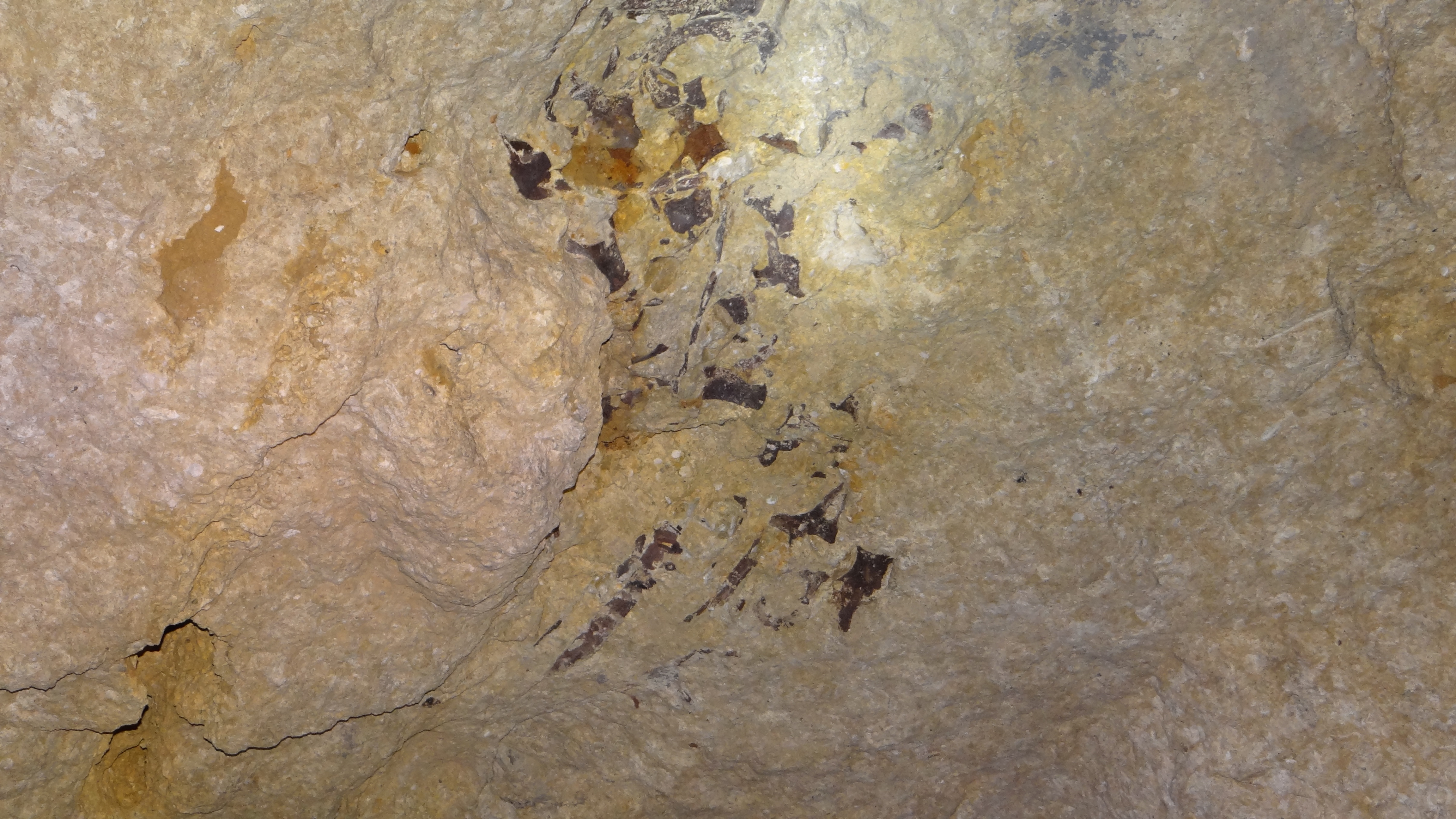
Fossile de mosasaure dans la carrière.
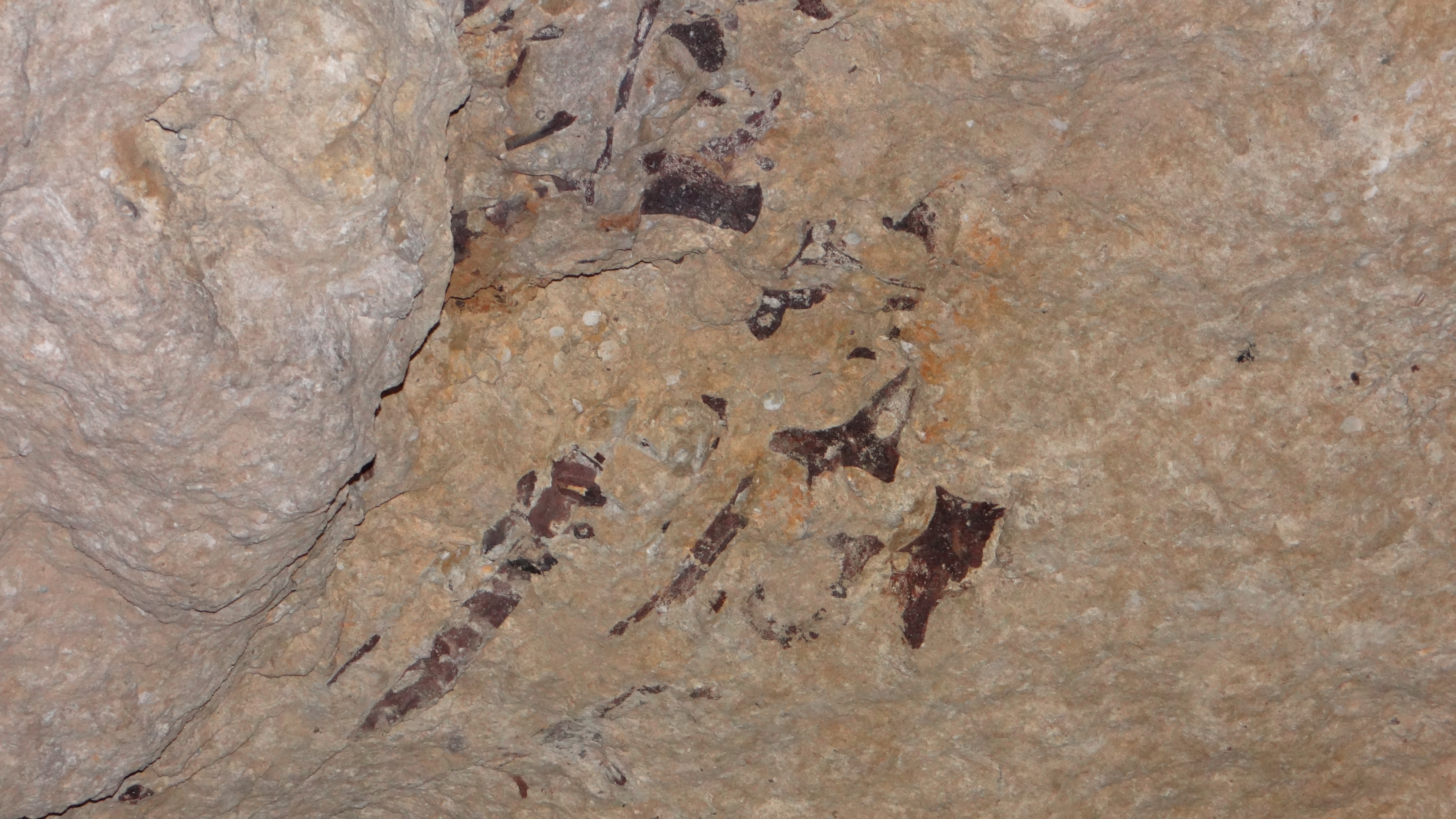
Fossile de mosasaure.
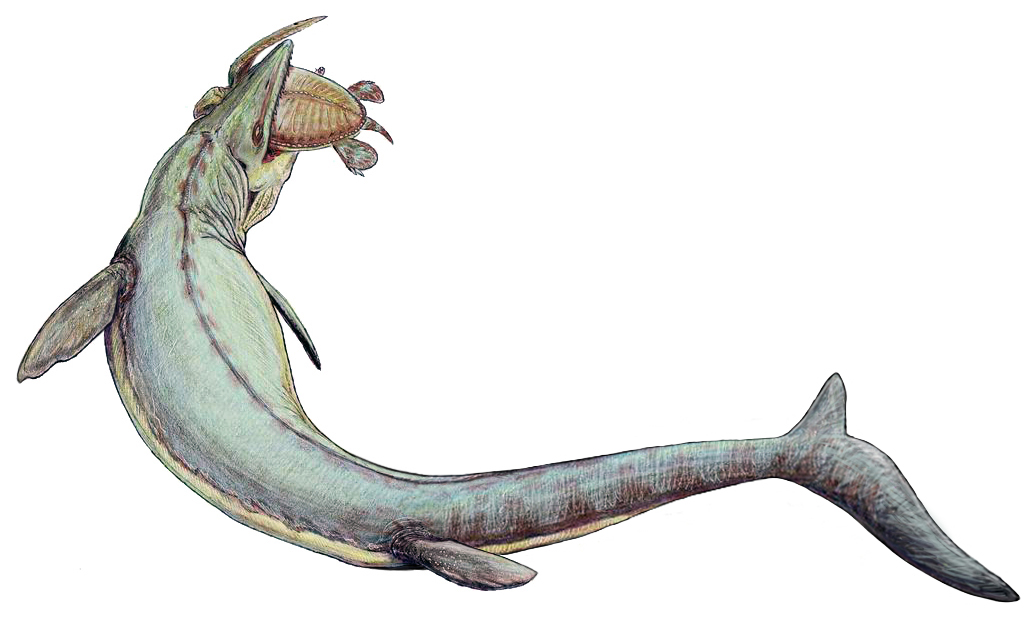
Reconstitution d'un mosasaure.
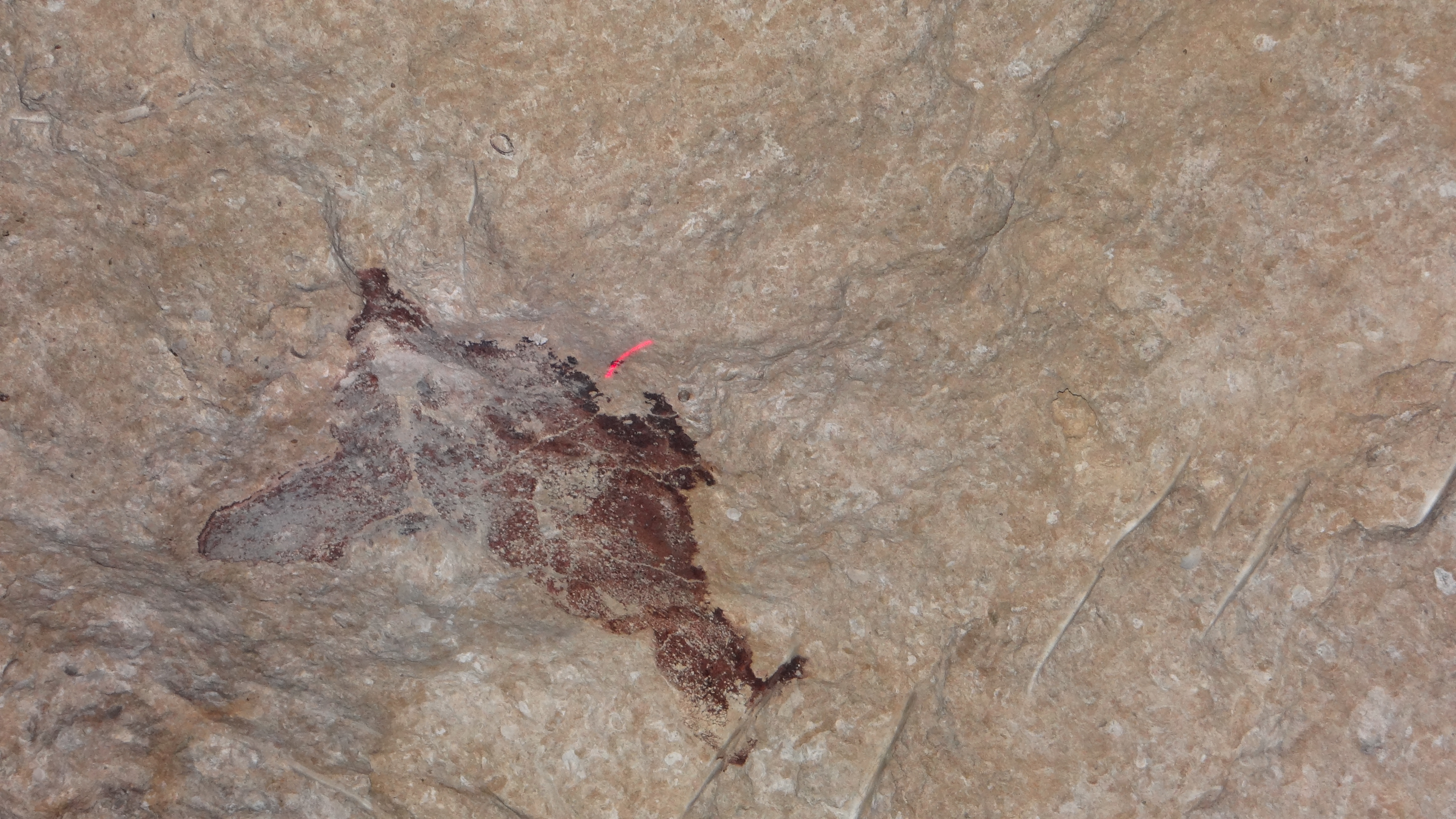
Fossile de carapace de tortue.
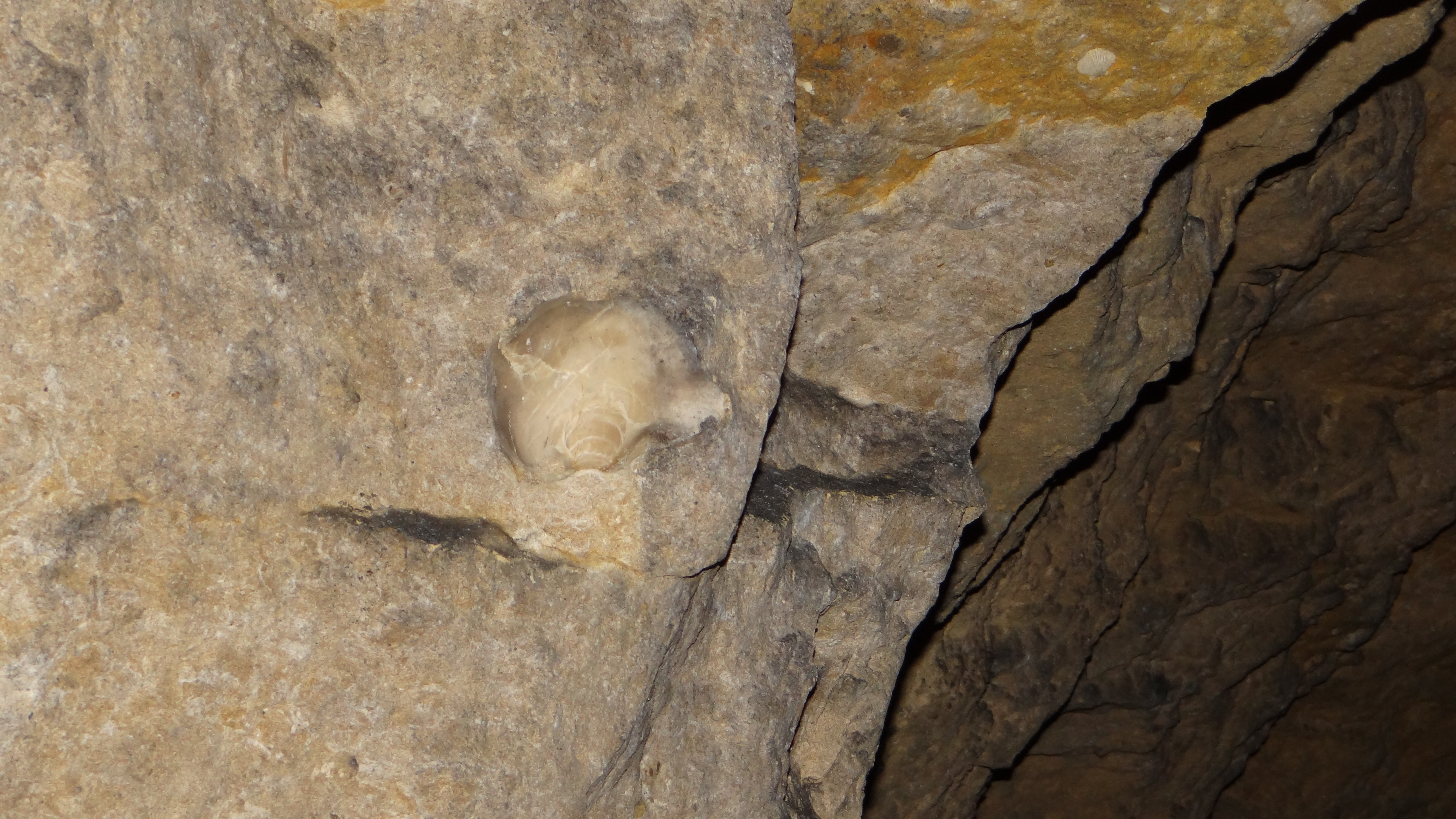
Fossile d'huitre.
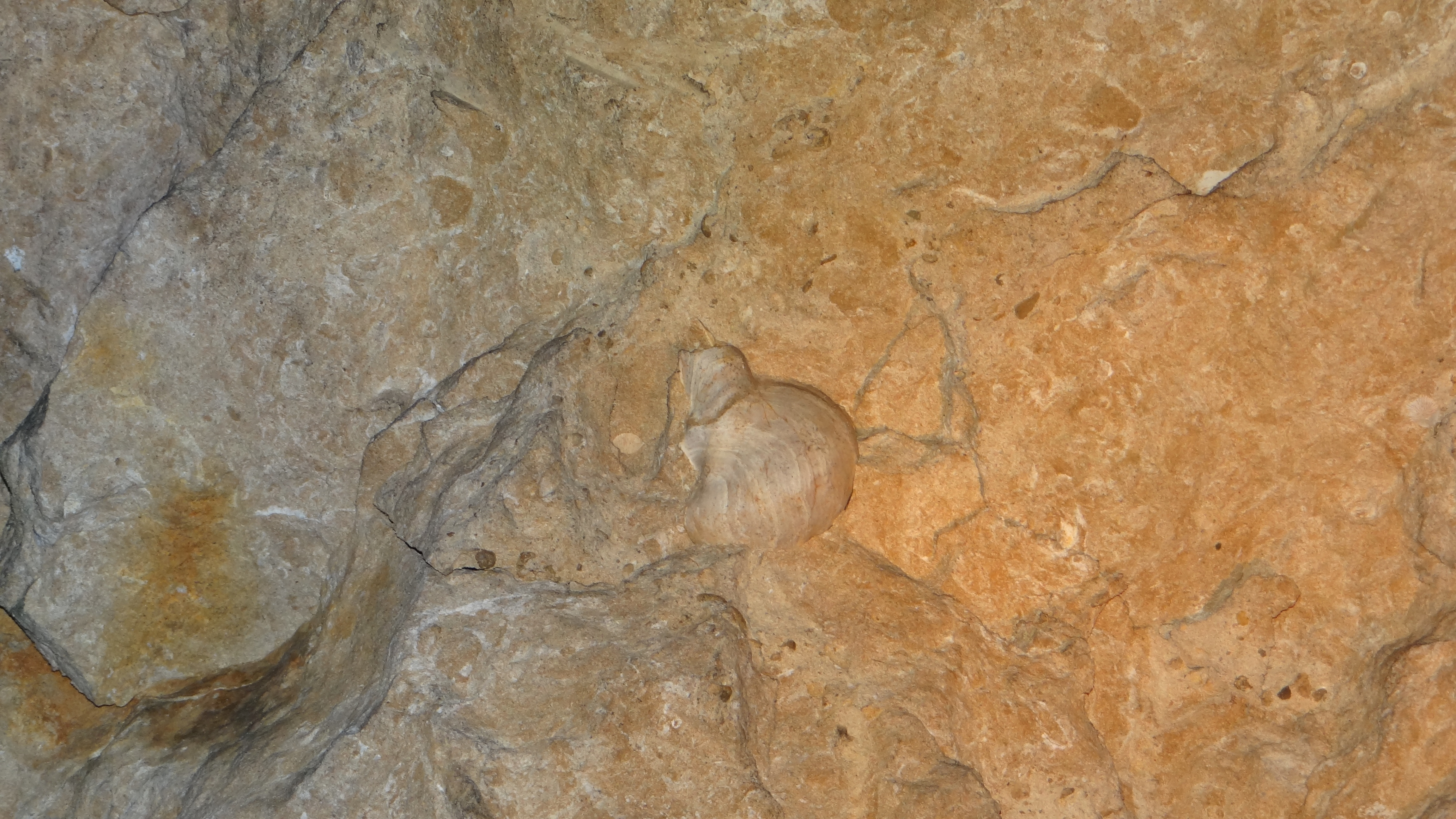

### Limite K-T
L’extinction Crétacé-Tertiaire ou extinction K-T (de l'allemand Kreide-Tertiär), qui marque la fin du Crétacé est une extinction massive et à grande échelle d'espèces animales et végétales qui s'est produite il y a 66 millions d'années – soit une courte période de temps à l'échelle géologique. Cet évènement marque la fin de l'ère mésozoïque et le début de l'ère cénozoïque. Cette extinction est associée à une signature géologique connue sous le nom de limite K-T, habituellement une couche mince d'argile présentant un taux anormal d'iridium que l'on retrouve dans diverses régions du monde.
La limite K-T n'est pas visible à la Malogne. Il existe en effet une lacune stratigraphique entre le sommet de la Formation de Ciply-Malogne et le Tuffeau de Ciply. Le sommet de la Formation de Ciply-Malogne a été érodé (le banc durci marque cet épisode d'arrêt de sédimentation). Plus en profondeur, ainsi que dans les carrières des villages voisins, on rencontre en outre la Formation de Saint-Symphorien ((Maastrichtien) sous la base du Dano-Montien.

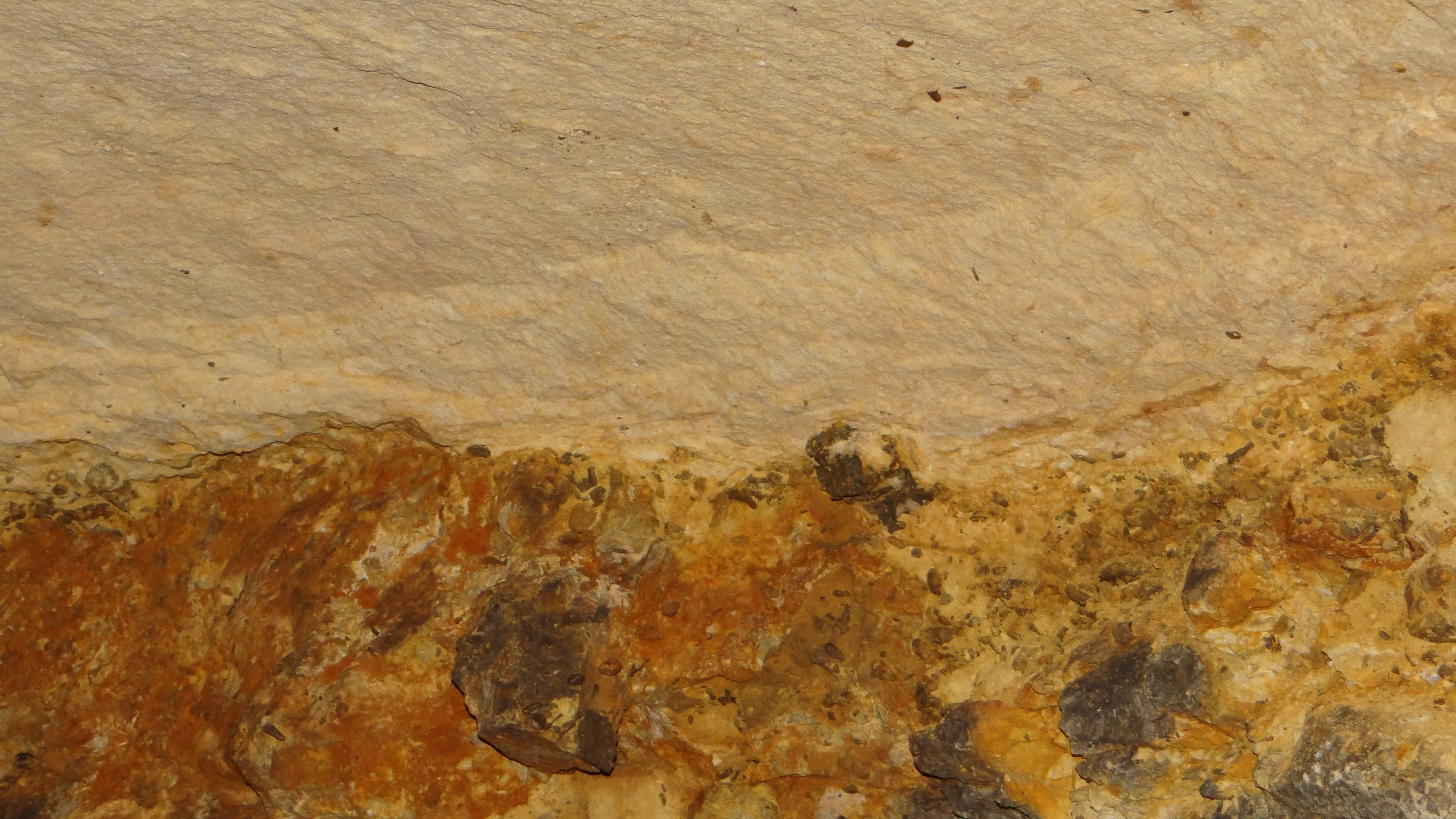
la limite K-T sous la couche de tuffeau de Ciply (plafond).
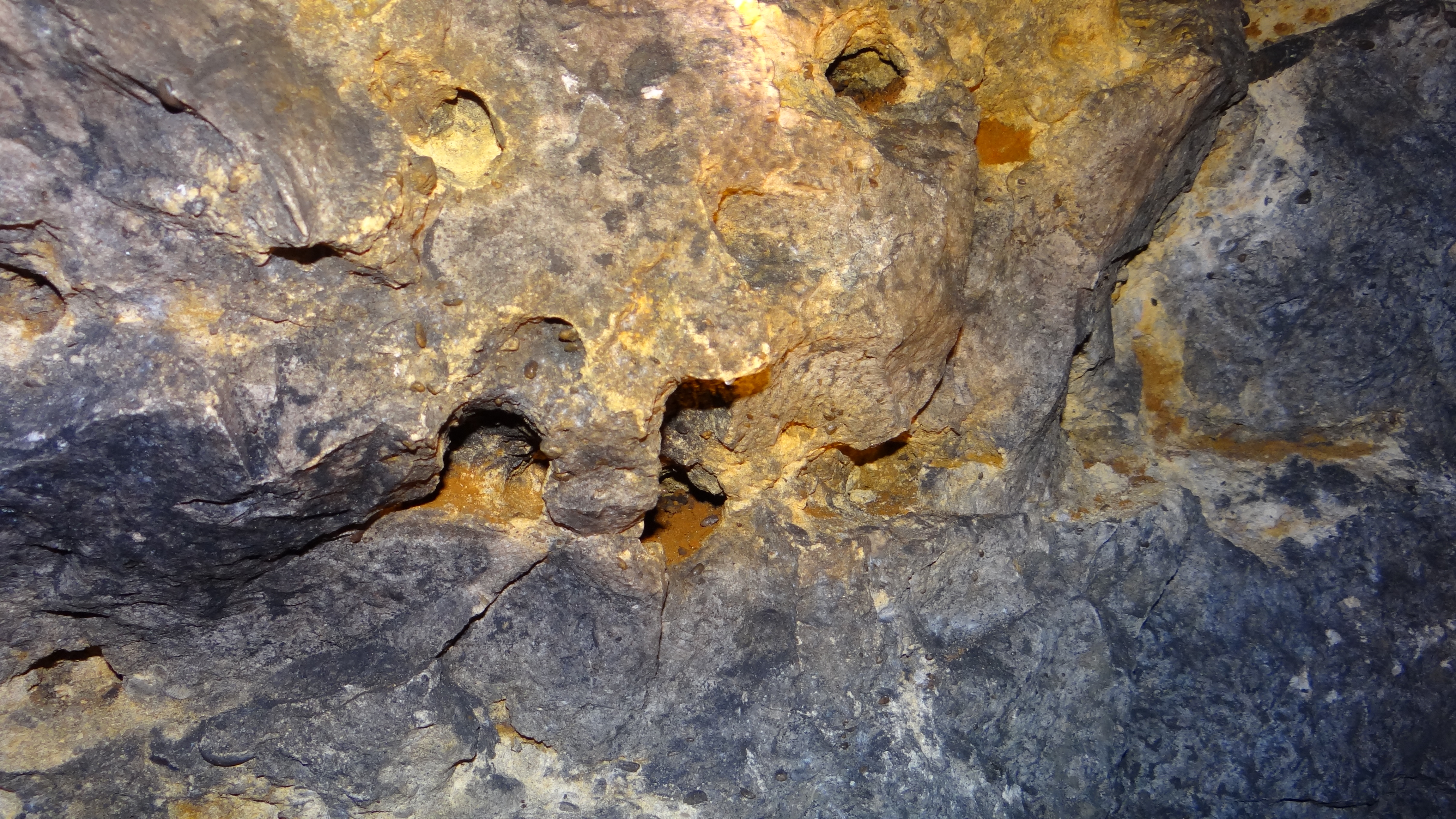
couche de hardground.

La limite K-T passe ici entre le tuffeau de Ciply et sa base le poudingue de la Malogne.

### Hydrologie
Une grande partie des carrières se trouve aujourd’hui sous le niveau moyen de la nappe des craies du Bassin de Mons.
Les affaissements miniers ont eu pour conséquence la remontée des nappes des craies et des sables thanétiens. Jusqu’à sa cessation en 1909, l’exhaure de la Malogne assurait de facto le démergement des basses terres de Cuesmes (centre et marais au nord), évitant leur inondation permanente sous plusieurs mètres d'eau.
Depuis, un captage (captage dit "de la Scierie, en haut de la Rue des Champs"), situé contre les carrières maintient le niveau entre les cotes de +32 et +37 m, y entraînant des variations du niveau de la nappe de 1 à 3 m, sur des périodes de 1 à 3 ans. Les piliers se retrouvent ainsi soumis à des cycles de saturation/désaturation dans la zone de battement (15 à 40 m de largeur). La bande longeant le bord nord des carrières reste, elle, sous eau en permanence.
Les eaux pluviales s'infiltrent avec un délai moyen de neuf mois. Les eaux sont très chargées de calcaire.

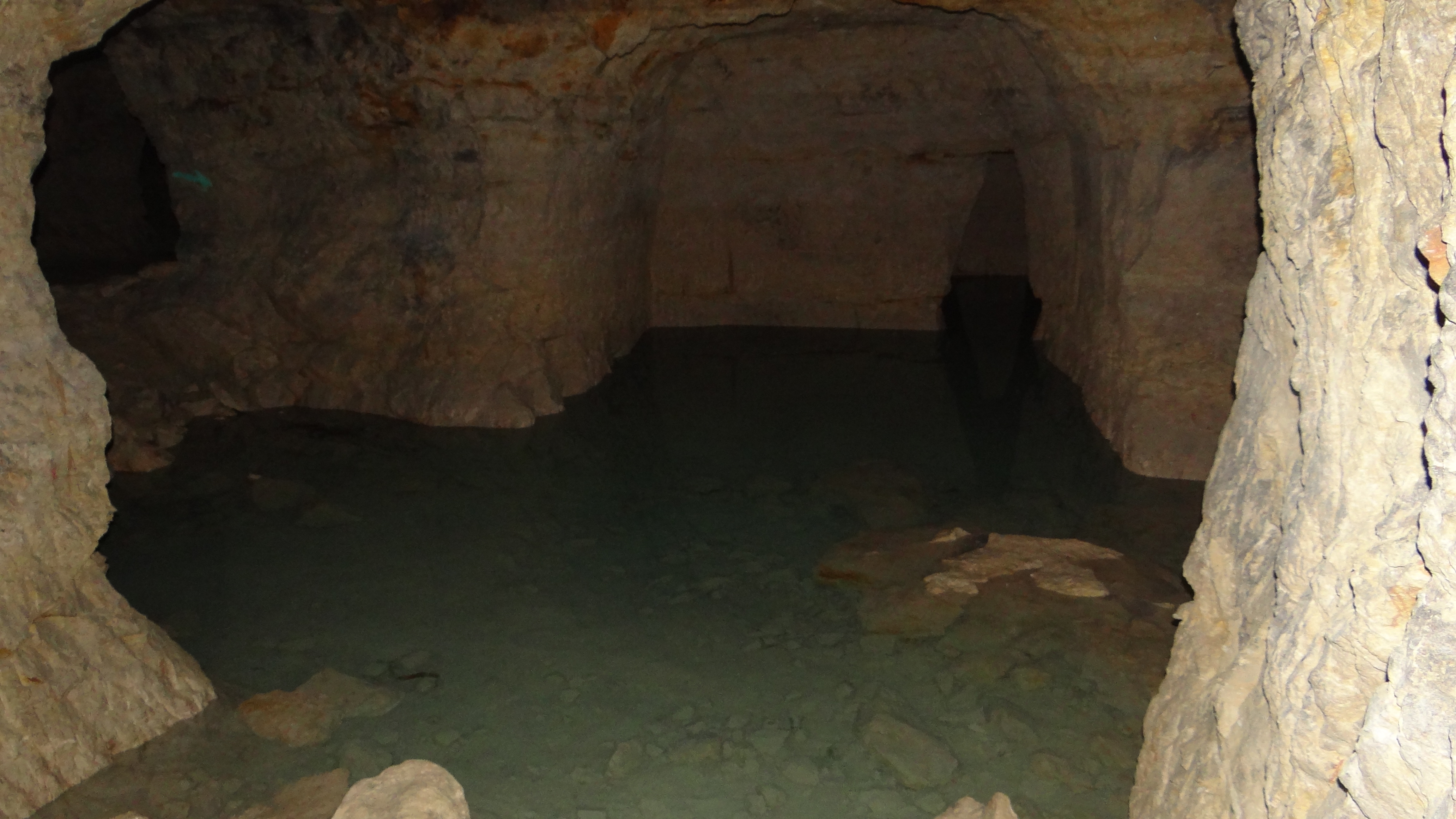
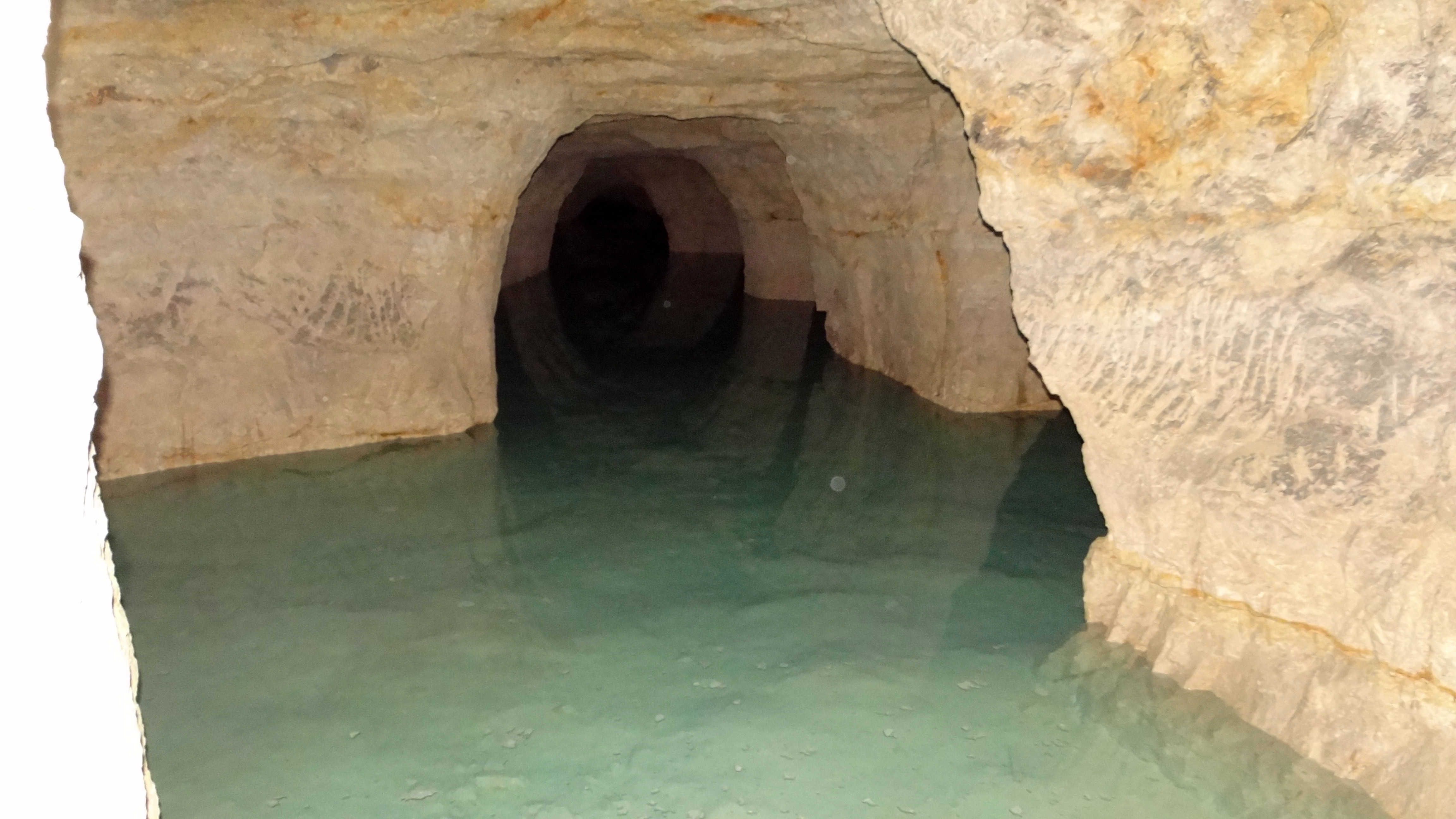
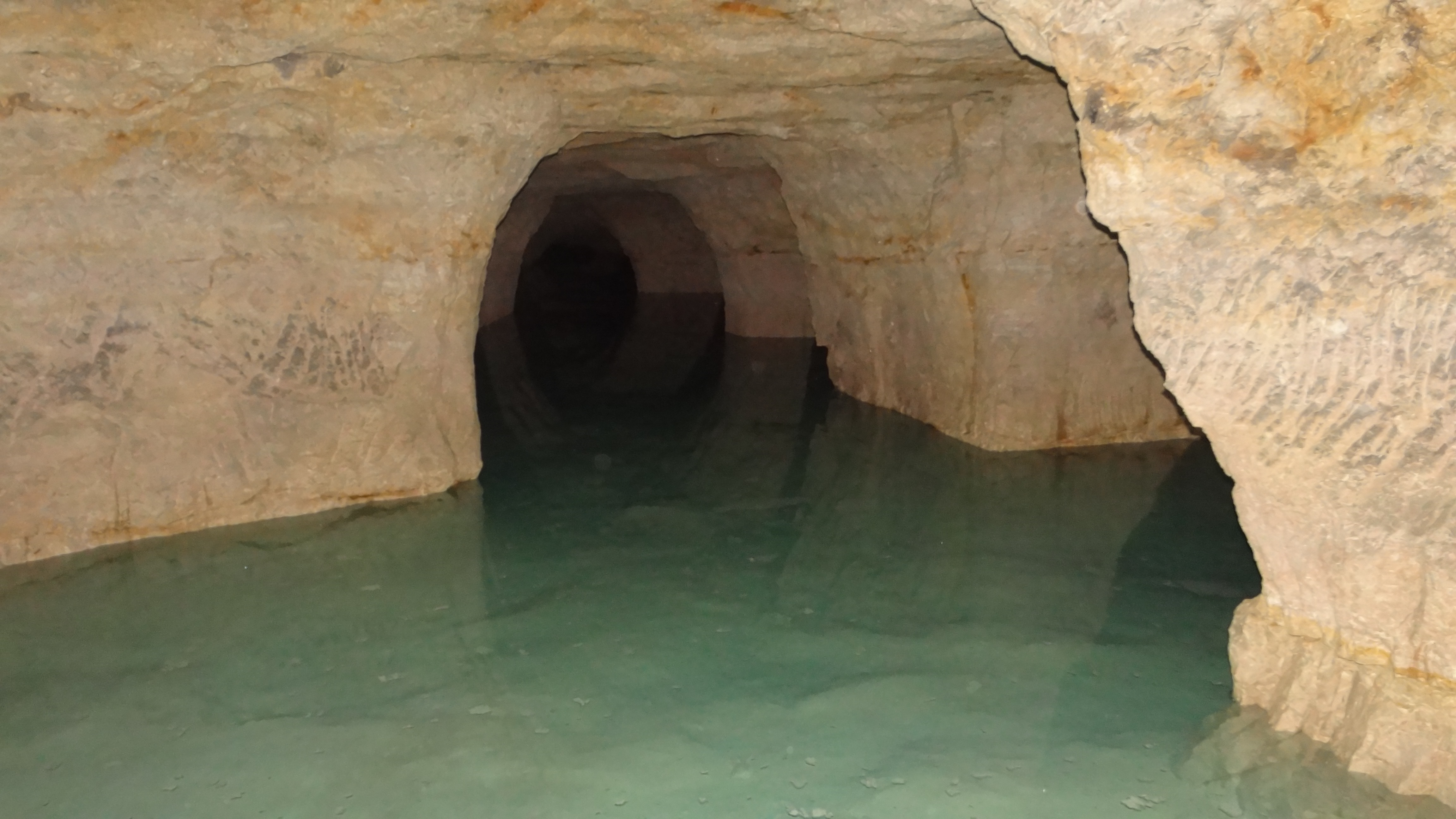
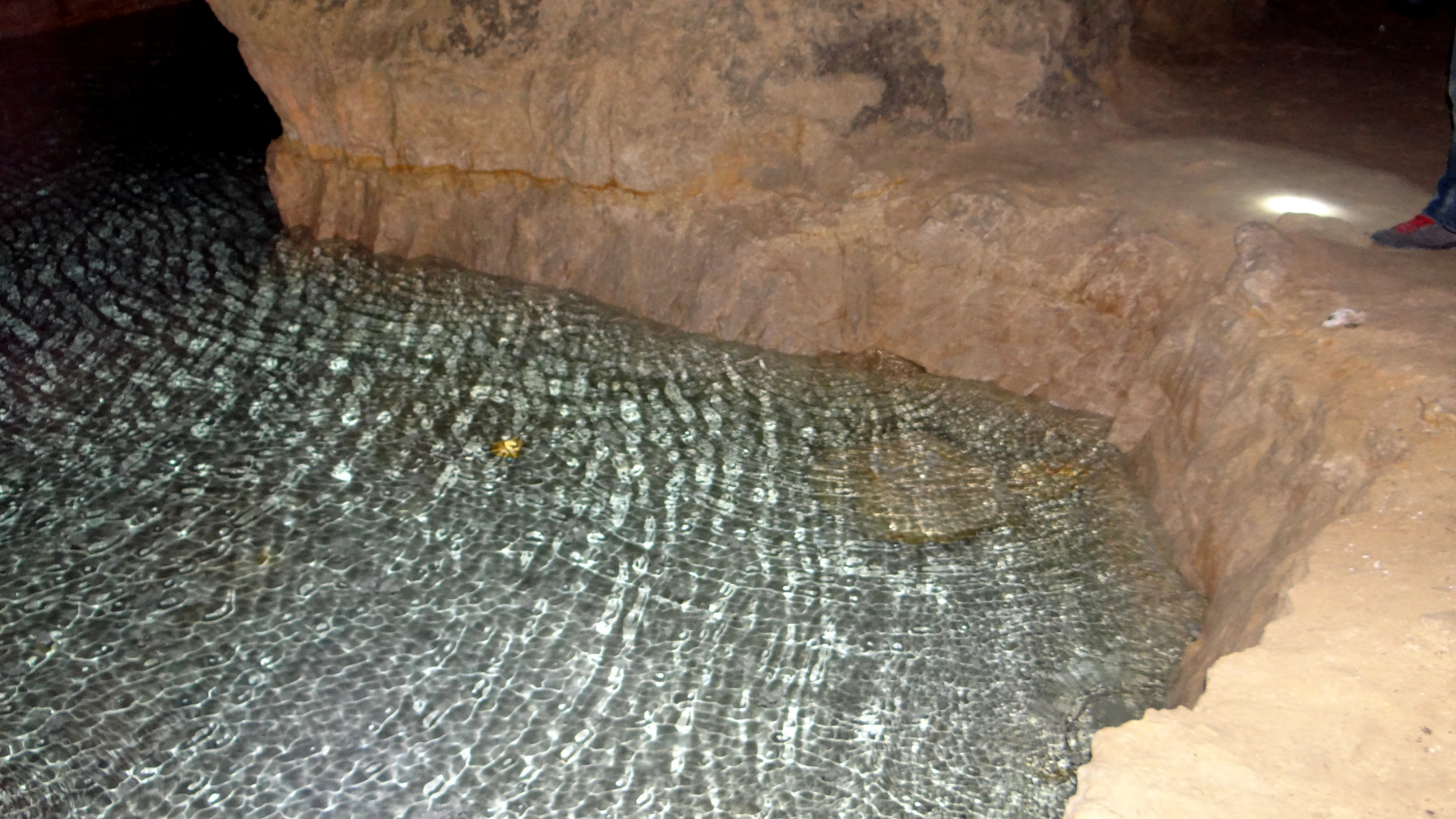
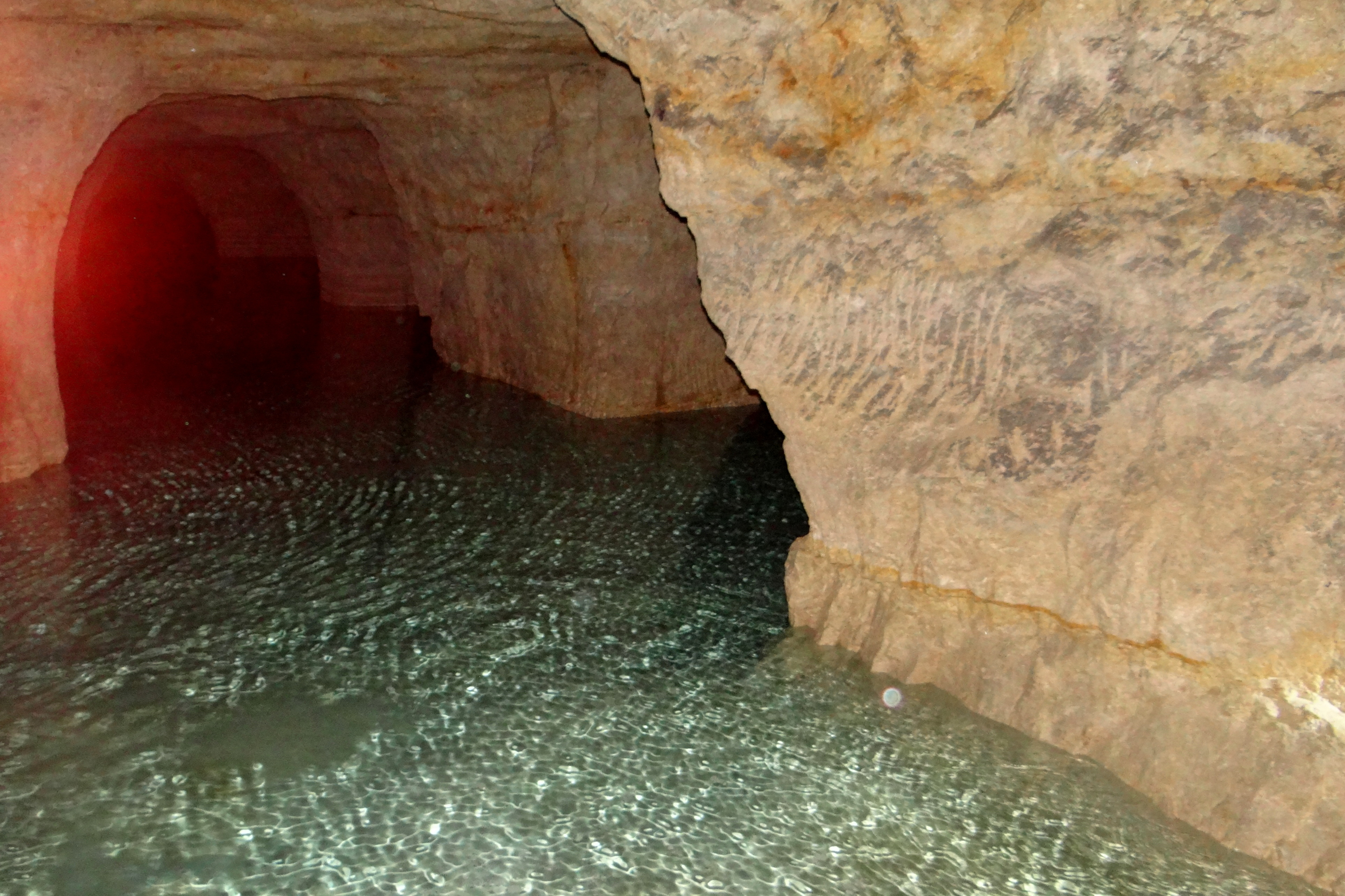
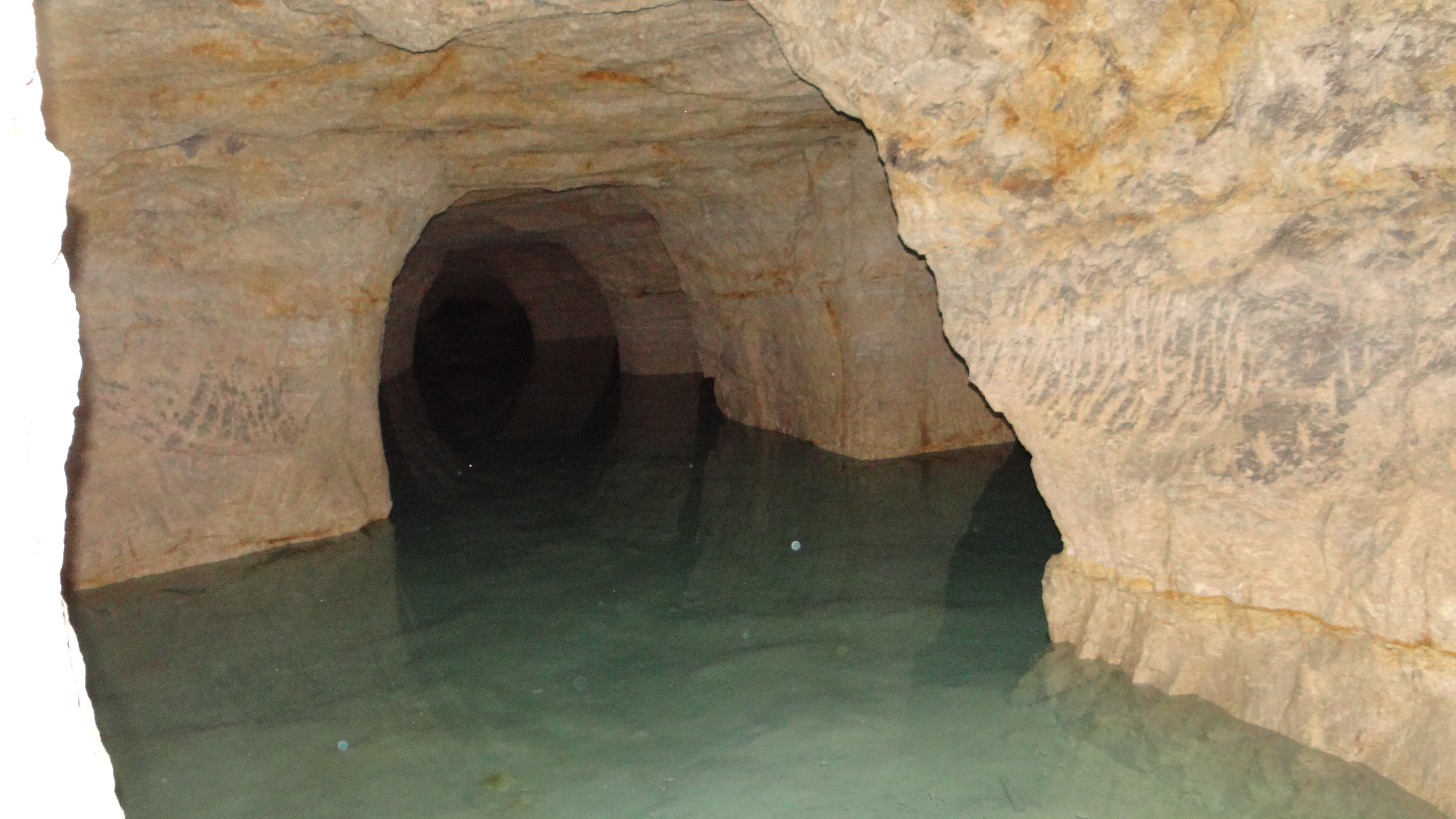

## Biotope
Il est de création récente ; aucune flore ne s'est installée même à proximité des entrées. Pour la faune, les carrières sont fréquentées par des chauve-souris de dix espèces différentes. Cette occupation est favorisée par l'environnement forestier et des zones humides à proximité,.

## Découverte des phosphates dans la région de Mons
Déjà en 1844 Alphonse Wauters décrivait à Ciply une vaste grotte dans le calcaire nommée le trou des Sarrazins. Il s'agit d'anciennes carrières de silex ouvertes dans la Formation de Spiennes, située juste sous la Formation de Ciply-Malogne. Ces carrières n'ont rien à voir avec les exploitations de craie phosphatée.

### Charles Hardy de Beaulieu
Les phosphates sont utilisés dans l'agriculture comme engrais apportant le phosphore nécessaire à la croissance des plantes.
Le développement de l'agriculture a nécessité, à partir du XIXe siècle, de chercher un substitut aux engrais naturels. Une des sources potentielle d'engrais phosphatés, jusque-là tiré des os calcinés, était le phosphate minéral. Celui-ci nécessitait cependant un traitement chimique pour le transformer en acide phosphorique directement assimilable par les plantes. 
Charles le Hardy de Beaulieu, professeur honoraire aux mines du Hainaut et cousin d'Adolphe le Hardy de Beaulieu, découvre en 1858 l'existence de phosphate de chaux au lieu-dit de la Malogne près de la ferme Belian. En 1861 dans son Guide minéralogique et paléontologique dans le Hainaut et l'Entre-Sambre et Meuse, il note de la gompholite ou un poudingue en partie de noyaux de craie quelquefois très fossilifères avec des Ostrea, Spondylus, Chama, Crania. Charles Hardy de Beaulieu indique dans son ouvrage Causerie Agricole que « des notions très élémentaires de géologie et de chimie offriraient quelque utilité aux agriculteurs ».

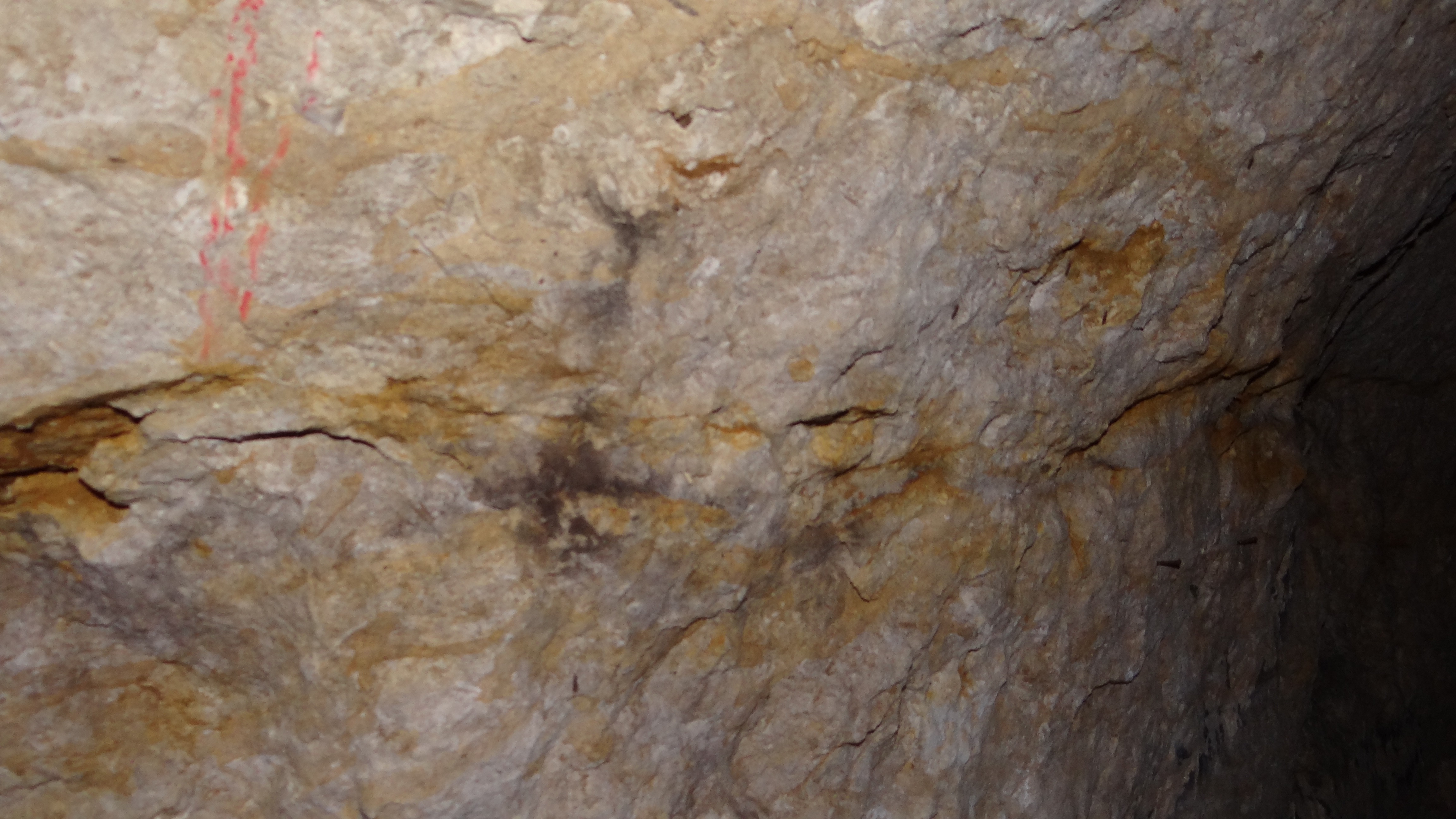
En ocre, filets de phosphates.
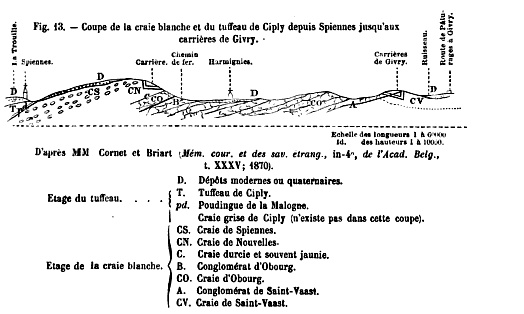
Coupe géologique de Ciply et de la Malogne.

### Exploitation pour l'agriculture
En 1877, La carrière Rolland, à Cuesmes, est l'une des premières à être exploitée pour le phosphate. La phosphatière de la Malogne intéresse trois exploitants qui se partagent ce territoire :La Société anonyme des Phosphates de la Malogne , M L. Bernard et M. Colette ,. L'état Belge construit la ligne ferroviaire 96 du réseau borain pour desservir le site. (carte voir en ligne:
On connaissait depuis longtemps les salpêtres comme nutriments pour les plantes, tout en attribuant la cause de leur présence à une simple réaction chimique. Ammoniaque, matière organique bien décomposée, une certaine humidité, du calcaire (CaCO3) ; le tout ensemble et sous abri amenait, pensait-on, la réaction chimique par laquelle NH4+ est oxydé en NO3−
En cette fin de XIXe siècle on découvre aussi que le calcaire à polypiers ou calcaire à nitrification mélangé au fumier et purins apporte une nitrification capable d'améliorer de 10 % la production agricole et que ce calcaire n'est utilisé à Mons que comme pierre ponce pour récurer les tables.
Les carrières à ciel ouvert et l'évolution de la chimie conduiront les carrières vers une fin d'exploitation en 1934.

## Historique des exploitations de Cuesmes
Les carrières souterraines dites "de la Malogne" regroupent en fait en un ensemble contigu, et parfois communicant, les champs d'exploitation (on ne parle de "concessions" que pour les mines) de plusieurs sociétés. 

### Carrière "Rolland", "Mortiau" ou "Damien"
Elle correspond, en gros, à la réserve naturelle domaniale, entre le Bois Heidet, le coin du Bois de la Malogne et la route de Cuesmes à Frameries. Cette carrière a été la première ouverte dans cet ensemble en 1876-77. Elle a été exploitée, successivement, par :
1. Emile Rolland (1877-1910), essentiellement en souterrain;
2. Joseph Mortiau (1912-1927), exploitation souterraine limitée et arrêtée après 1924; il a en outre exploité la craie blanche à ciel ouvert et en souterrain (sous les phosphatières, près de la carrière à ciel ouvert); la petite carrière de l'autoroute est un vestige de ses exploitations;
3. S.A. pour l'Exploitation et le Traitement des Produits des Crayères du Bassin de Mons (1927-1930), exploitation à ciel ouvert uniquement ?
4. S.A. Crayères du Bassin de Mons (Joseph Mortiau) (1931-1934), reprise limitée d'exploitation en souterrain (reprise d'un banc de pied), en plus de celle à ciel ouvert;
5. S.A. Craies et Phosphates (1934-1936), uniquement à ciel ouvert ?
6. S.A. Crayères du Pont du Nord (1936-1940), uniquement à ciel ouvert ?
7. S.A. Carrières de Cuesmes (1940-1958), à ciel ouvert et reprise de piliers en souterrain en bordure de la carrière à ciel ouvert.

### Carrière Heidet et Legrand au Bois Heidet
Entre 1883 et 1892, ces deux industriels ont exploité, à ciel ouvert et en souterrain, quelques parcelles situées juste à l'est des exploitations Rolland et au sud de celles de la Malogne. On y accédait par un plan incliné remblayé en 1937. Le champ d'exploitation correspond à celui du Bois Heidet et d'une partie de l'emprise de l'autoroute.
Par ailleurs, Heidet et Legrand ont exploité, entre 1885 et 1888, plusieurs parcelles, en souterrain et à ciel ouvert, de part et d'autre de la voie de Wasmes et à la rue des Amis. Ils y ont mené certaines exploitations clandestines dans une couche de "phosphate riche" jusque sous la voirie, près du carrefour voie de Wasmes/rue des Amis.

### Carrière dite "de la Grande Malogne"
Cette carrière regroupe un vaste ensemble de parcelles s'étendant de la voie de Wasmes jusqu'au-delà du chemin de l'Espinette, où elle bute sur la carrière Mortiau du Champ des Fiefs. Cet ensemble a été mis à fruit par le siège de la Grande Malogne.
Le premier exploitant a été, en 1883, la S.A. des Phosphates de Chaux du Sud de Mons. Celle-ci a installé la future usine de la Grande Malogne et exploité une série de parcelles situées entre la route de Cuesmes à Frameries et le Champ des Fiefs. Afin d'assurer ses droits sur la gisement de Cuesmes, elle a acquis de très nombreuses parcelles ou passé des conventions avec les propriétaires de surface afin de se réserver les droits d'exploitation, et ce depuis la rue des Amis jusqu'au territoire d'Hyon,au chemin de Bavay.
En 1888, elle disparaît en apportant son patrimoine et ses droits d'exploitation à la S.A. des Phosphates de la Malogne, qui exploitait déjà sur la colline de la Malogne (le vrai lieu-dit "Malogne"), juste au sud du village de Ciply.
En 1890, un second siège est créé au chemin de Bavay, à 1500 m à l'est.
Le puits d'extraction se trouvait dans l'usine (esplanade du Bois de la Malogne) : il y débouchait deux accrochages, aux niveaux de –22 m (tranche de la couche en 0 et – 22 m; c'est la galerie dite "du Puits à l'Eau bleue") et –44 m (tranche de la couche prise entre –22 et –44 m). La descenderie n'a été creusée qu'au début du XXe siècle pour l'accès du personnel et des chevaux.
Cette carrière était divisée en plusieurs blocs par les massifs à réserver sous les routes et chemins (chemin de l'Espinette, rue de Frameries, voie de Wasmes) et les chemins de fer (chemin de fer de Mons à Quiévrain). Le passage de ces massifs n'était autorisé, au cas par cas, que par quelques galeries de faible section.

### Carrière dite "de la Petite Malogne" ou "du Siège de Bavay"
Ce siège a été ouvert en 1890 et a extrait sous les parcelles situées à l'est de la Carrière Mortiau du Champ des Fiefs. Elle disposait de ses propres installations d'extraction et d'exhaure. À partir de 1900, une galerie d'exhaure venant du siège de la Grande Malogne passait le long de la limite nord des exploitations du siège, à 15 m de profondeur, pour rejeter les eaux d'exhaure des deux sièges au Ruisseau des Rogneaux, à Ciply (on voit encore les traces du point de rejet un peu au nord du petit pont situé juste au nord du remblai de l'ancien chemin de fer des Charbonnages de Ciply).
Ce siège se trouvait à un endroit où la couche avait augmenté d'épaisseur : après avoir mis à fruit le gisement au-dessus de l'étage de –22 m et entre celui-ci et celui de –45 m, on avait amorcé l'exploitation d'une tranche entre -44 m et –58 m, au nord du puits. Un nouveau niveau à –68 m était même en préparation. La crise et le coût de l'exhaure ont fait cesser tout approfondissement vers 1910 et l'exploitation des massifs restant au-dessus du niveau des eaux a vivoté jusqu'en 1917.
À la suite de l'arrêt de l'exhaure à la Grande Malogne vers 1908, on a isolé, entre 1910 et 1911 le siège de la Grande Malogne de la carrière Mortiau et de celle du Siège de Bavay par une ligne de serrements (toujours visibles, à 200 m avant d'arriver à la coupure du chemin de fer Paris-Bruxelles).
En 1920, les carrières, les droits d'exploitation, l'usine et ses installations de la S.A. des Phosphates de la Malogne ont été rachetés par la S.A. des Phosphates et Engrais Chimiques L. Bernard, de Mesvin. D'après le fait qu'il ait fait dresser une expédition du plan des travaux et d'après certaines indications au crayon qui y sont portées, on peut penser qu'on y aurait travaillé, au nord du Bois Heidet, peu après la reprise.
Fin des années trente, il semble que la carrière et le terril de l'usine soient passés dans le patrimoine de la Société métallurgique de Couillet.

### S.A. Scouflaire et Cie / Monnier / S.A. des Phosphates de la Malogne
Cette petite société (et ses successeurs) exploite la bordure du gisement, sur quelques petites parcelles situées à l'ouest de la rue de Frameries, face à l'usine Bernard, dans l'angle de la route et de la bretelle d'accès au ring, vers Jemappes. Les travaux ne semblent avoir été menés que de 1888 à 1889.
De 1889 à 1893, on y retrouve la S.A. Phosphates et Engrais chimiques de Ciply. De 1897 à 1899, les travaux sont repris par un certain Georges Monnier et, par la suite, par la S.A. des Phosphates de la Malogne.
C'est dans cette carrière que fonctionne une des dernières champignonnières souterraines de Cuesmes, abandonnée en 1961-62 à la suite des travaux de rectification de la ligne de chemin de fer Paris-Bruxelles, qui provoquent une remontée rapide des eaux à l'ouest de la voie, noyant l'exploitation. Il a été possible d'y accéder aux basses eaux en 1990 et en 2004 et d'y retrouver la champignonnière et son matériel tels qu'au jour où ils a été abandonnés.

### Carrière de la S.A. pour l'Exploitation des Phosphates de Cuesmes (et Dorlin et Cie).
Juste à côté de l'usine de la Grande Malogne, la S.A. pour l'Exploitation des Phosphates de Cuesmes dispose, à partir de 1883, d'une petite usine et exploitait des parcelles situées juste au sud et à l'est, entre l'actuel Bois de la Malogne et le chemin de l'Espinette. Cette carrière cesse ses activités vers 1895, sans doute faute de pouvoir étendre son champ d'exploitation, ceinturé de partout par la S.A. des Phosphates de la Malogne. Une partie des bâtiments existe toujours (ferme Stoquart). Cette société semble avoir, en outre, sous-traité à une société Dorlin et Cie l'exploitation de parcelles enclavées dans le champ d'exploitation de la S.A. des Phosphates de Chaux du Sud de Mons.

### Carrière Mortiau "au Champ des Fiefs"
Exploitée entre 1903 et 1914 sous le lieu-dit "Champ des Fiefs", cette carrière assure la jonction entre les travaux de la Grande Malogne et ceux de la Petite Malogne, par des "portes". Elle est exploitée par un puits important, remblayé en 1917, et, sur la fin, par une descenderie en forte pente.
Joseph Mortiau avait projeté d'exploiter une partie de son champ d'exploitation par foudroyage (reprise des piliers en retour et effondrement contrôlé). Ayant obtenu l'accord du propriétaire et de l'Administration des Mines, il a cependant dû y renoncer à la suite de la rétractation du premier. Il semble néanmoins avoir commencé, ce qui a provoqué un affaissement de plus d'un demi hectare vers 1932-34 (aujourd'hui comblé).

### Carrières de la rue des Champs.
Du côté est de la rue des Champs, s'étendent plusieurs carrières souterraines importantes où l'on a exploité la bordure du gisement. On trouvait du sud au nord :
1. Quintens Frères. Ces industriels de Frameries ont tiré du phosphate riche, sans doute à ciel ouvert vers l'extrémité nord de la rue des Champs.
2. Courtois et Van Roy. Ils ont exploité à la rue des Champs (1883-1886), de part et d'autre de l'ancienne ligne de chemin de fer de Mons à Quiévrain. En 1990, en, profitant de la baisse exceptionnelle des eaux, il a été possible de pénétrer, depuis les travaux de la S.A. des Phosphates de la Malogne, dans ceux de Courtois et Van Roy, impraticables à la suite d'un éboulement (foudroyage = reprise des piliers intacts en retrait, avec effondrement volontaire ?).
3. S.A. des Phosphates du Couchant de Cuesmes,. Etablie à la rue des Champs (1883-1885) : la carrière et l'usine se trouvaient sur une seule vaste parcelle, au sud des exploitations de Courtois et Van Roy.
4. S.A. des Phosphates de la Malogne. Elle a exploité toute une zone, entre la route et le chemin de fer du Nord, par foudroyage (reprise des piliers en revenant en arrière, après exploitation classique par chambres et piliers). L'effondrement en surface a été remblayé par la suite au moyen des craies blanches issues du creusement des galeries du Captage de la Scierie (au passage à niveau).
5. Emmanuel Finet. Ce particulier a ouvert une petite carrière en bas de la rue, dans l'angle aigu compris entre la route et le chemin de fer du Nord.

### Carrières de la voie de Wasmes, de la rue des Amis et de la rue des Champs.
De nombreuses petites exploitations ont existé autour du carrefour de la voie de Wasmes et de l'axe rue des Amis - rue des Champs. On y exploitait la craie phosphatée à faible profondeur, en souterrain et à ciel ouvert, de même que son produit d'altération, le "phosphate riche", sable argileux décalcifié, mais fortement enrichi en phosphate de chaux. Des poches de phosphate riche ont été exploitées, y compris clandestinement, à la rue des Amis.
Outre Heidet et Legrand et la S.A. des Phosphates de la Malogne, déjà cités, on y trouvait les exploitants suivants :
1. S.A. Solvay (1883) à la rue des Amis
2. Quintens Frères, à la rue des Amis et à la rue des Champs (1885-1887)
3. Courtois et Van Roy, à la voie de Wasmes (1887-1888)
4. Delsaut (1885), à la rue des Amis, exploitation clandestine
5. Beghin (1886), à la voie de Wasmes

## Type d'exploitation
Les carrières de la Malogne sont des carrières de craie phosphatée exploitées de 1876-77 à 1921-25, avec quelques reprises limitées et occasionnelles jusqu'en 1958. Le calcaire exploité faisait en premier traitement l'objet d'un lavage pour en extraire le phosphate. Ce dernier approvisionnait les usines de fabrication d'engrais chimiques. À part quelques carrières à ciel ouvert, la presque totalité du gisement a été exploitée en souterrain.
Sur la bordure sud et ouest du gisement, là où la craie a été altérée et dissoute par les eaux de précipitation, on trouve des poches de dissolution plus ou moins vastes, avec des concentrations assez importantes de phosphate insoluble ("phosphate riche"). Elles ont été exploitées au Bois Heidet, le long de la partie inférieure de la rue des Champs, à la rue des Amis et à la Voie de Wasmes, près du carrefour avec ces rues.
À côté de ces carrières, au sud et à l'ouest, il existe des carrières souterraines de craie blanche, exploitées pour la fabrication de chaux depuis le Moyen Âge jusqu'avant la Première Guerre mondiale. Ces carrières ne communiquent pas avec celles de la Malogne, sauf une seule, ouverte en 1903 par Émile Rolland en dessous de sa carrière de craie phosphatée (sous la réserve domaniale).

### Dimensions et caractéristiques principales.
La longueur maximale de ces exploitations est de 3 100 m  (de la chaussée de Bavay au carrefour de la rue des Amis et de la rue Ferrer) pour une largeur maximale de 450 m (au niveau du Bois de la Malogne). La profondeur du mur (sol) des carrières varie de moins d'une dizaine de mètres à 44 m (sauf aux abords du Siège de Bavay, où une tranche d'exploitation était en préparation à –68 m).
Ces carrières ont été exploitées par la méthode des chambres et piliers abandonnés. Il en résulte un réseau de galeries plus ou moins orthogonales, dites "chambres" (environ 4 m de largeur), laissant en place des massifs inexploités d'environ 4 x 4 m ("piliers"). La hauteur des chambres varie avec l'épaisseur de la couche : d'environ 2 m à plus de 9 m.

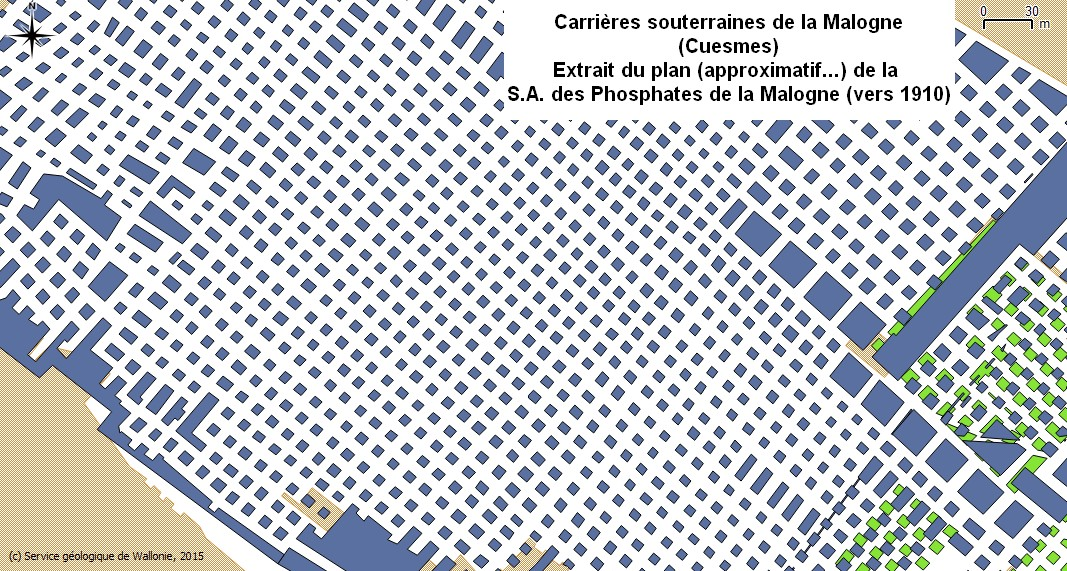
Carrières souterraines de la Malogne (Cuesmes). Extrait d'un plan montrant la méthode d'exploitation par chambres et piliers abandonnés (vers 1910).

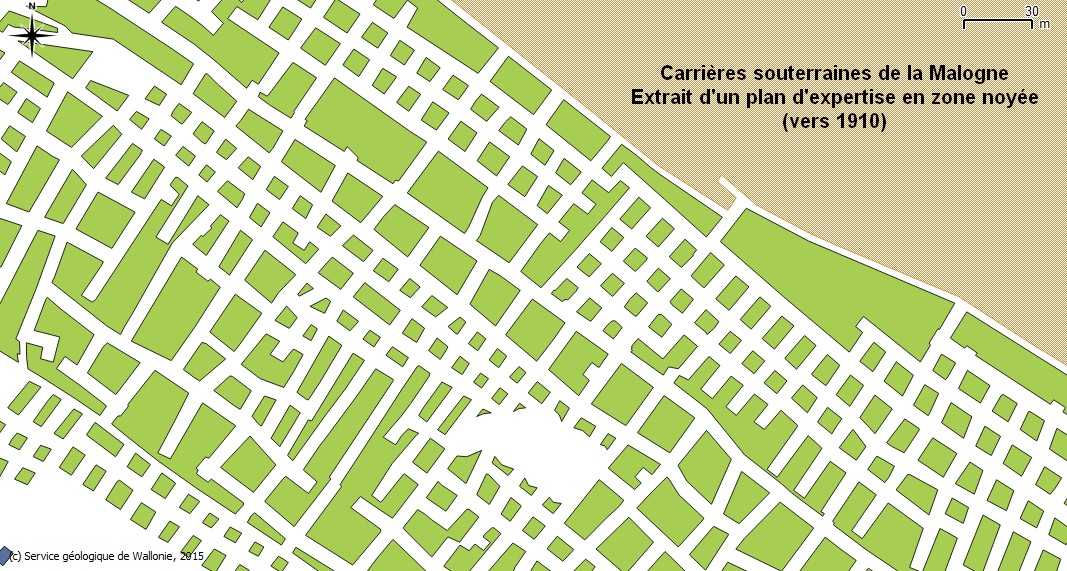
Carrières souterraines de la Malogne (Cuesmes). Extrait d'un plan montrant la méthode d'exploitation par chambres et piliers abandonnés (vers 1910).

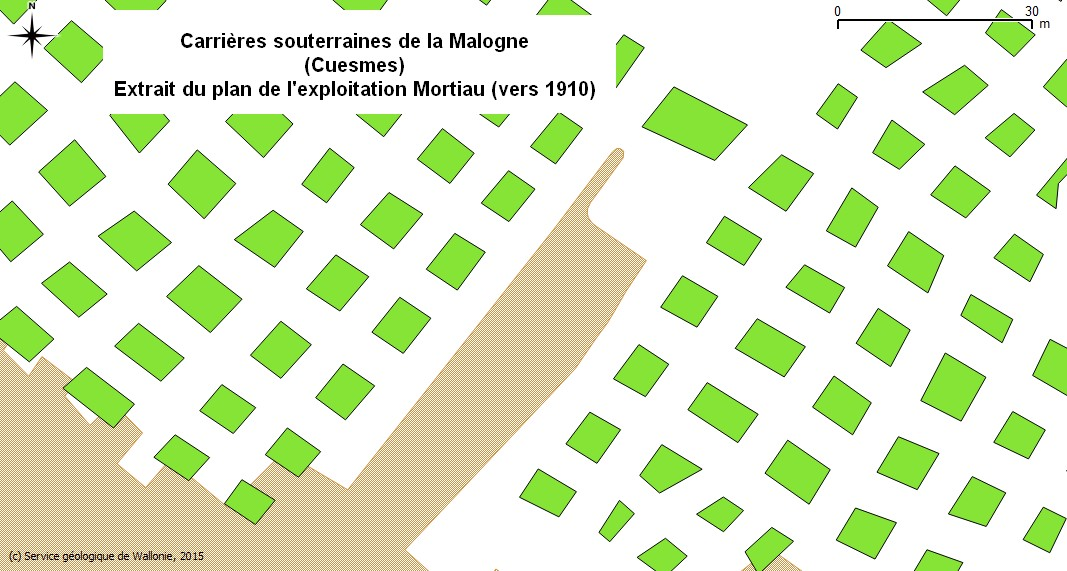
Carrières souterraines de la Malogne (Cuesmes). Extrait d'un plan montrant la méthode d'exploitation par chambres et piliers abandonnés (vers 1910).

Dans trois cas au moins, cette exploitation a été complétée par une reprise des piliers, en laissant le toit s'effondrer de manière contrôlée ("foudroyage"), ce qui a provoqué un fort affaissement des terrains en surface.
Ces carrières communiquaient au jour par cinq descenderies, quelques gros puits d'extraction, et une centaine de cheminées d'aérage, jadis surmontées de deux ou trois tonneaux sans fond empilés, destinés à en protéger les abords et à activer le tirage. De petits châssis à molettes équipaient les puits du siège de Bavay et du siège de Cuesmes. Les autres sociétés utilisaient des descenderies ou des treuils à main sur les puits.
Contrairement aux rumeurs, les carrières ne s'étendent que sur un seul niveau : elles sont en fait ouvertes dans une couche en pente qui a été exploitée, à partir des puits, en plusieurs tranches prises entre les niveaux de 0, -22, -44 et –60 m. Les puits semblant donner accès à un niveau inférieur sont en fait des communications destinées à rejoindre des parties de niveau décalées verticalement par des failles (qui ont joué en ciseau). Il existe néanmoins, sous la réserve domaniale, une crayère souterraine de 80 m de longueur sur 15 m de largeur, ouverte sous les carrières de craie phosphatée.
L'extension des "souterrains" vers d'autres communes, voire vers la France est totalement farfelue. Les travaux sont restés limités dans la couche de craie phosphatée. Il existait juste un débouché de galerie d'exhaure dans le vallon des Rogneaux, sur la limite Ciply/Hyon. Quant à la France, si on pouvait bien "aller sous terre jusqu'à Bavay", il s'agissait juste du puits du siège de Bavay, situé sur la limite Cuesmes/Hyon ! Et ne parlons pas des travaux des charbonnages, situés, au plus près, 180 mètres plus bas.

### Conditions ouvrières
Les conditions de travail y étaient assez rustiques. Les ouvriers avaient à leur charge leurs lampes à huile et la poudre noire nécessaire pour fendiller les roches. Des jeunes de moins de seize ans y travaillent même de nuit. 
Un système de pompage en palier avec des digues permettait d'exploiter des galeries sous le niveau de nappe phréatique, mais l'une des digues a cédé et une inondation a lieu en 1911. Il n'y a eu aucun mort. À la suite de la Première Guerre mondiale, le site est arrêté, au moins jusqu'en 1919, dans l'attente de licence d'exportation. 

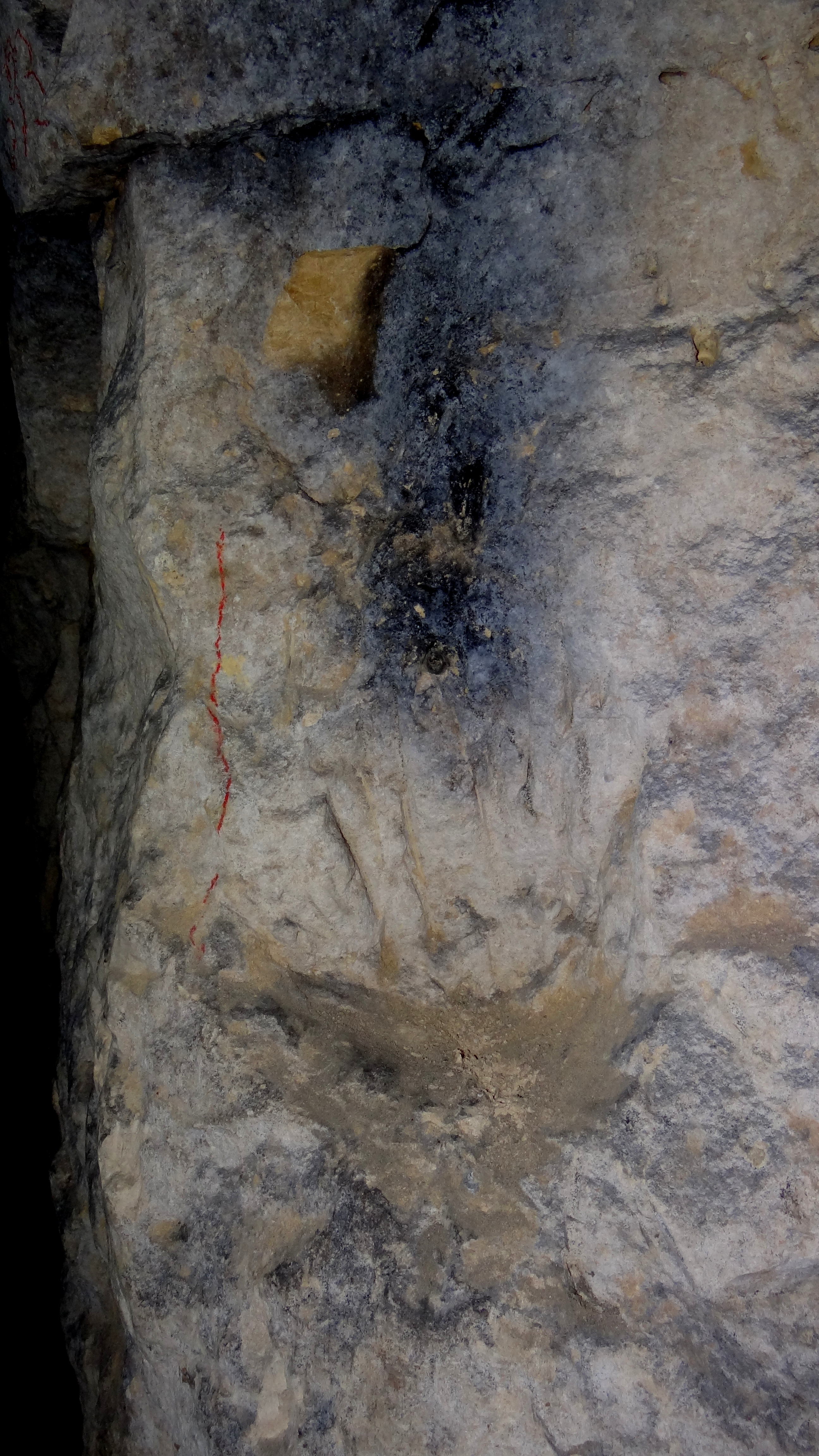
Reposoir à lampes à huile.
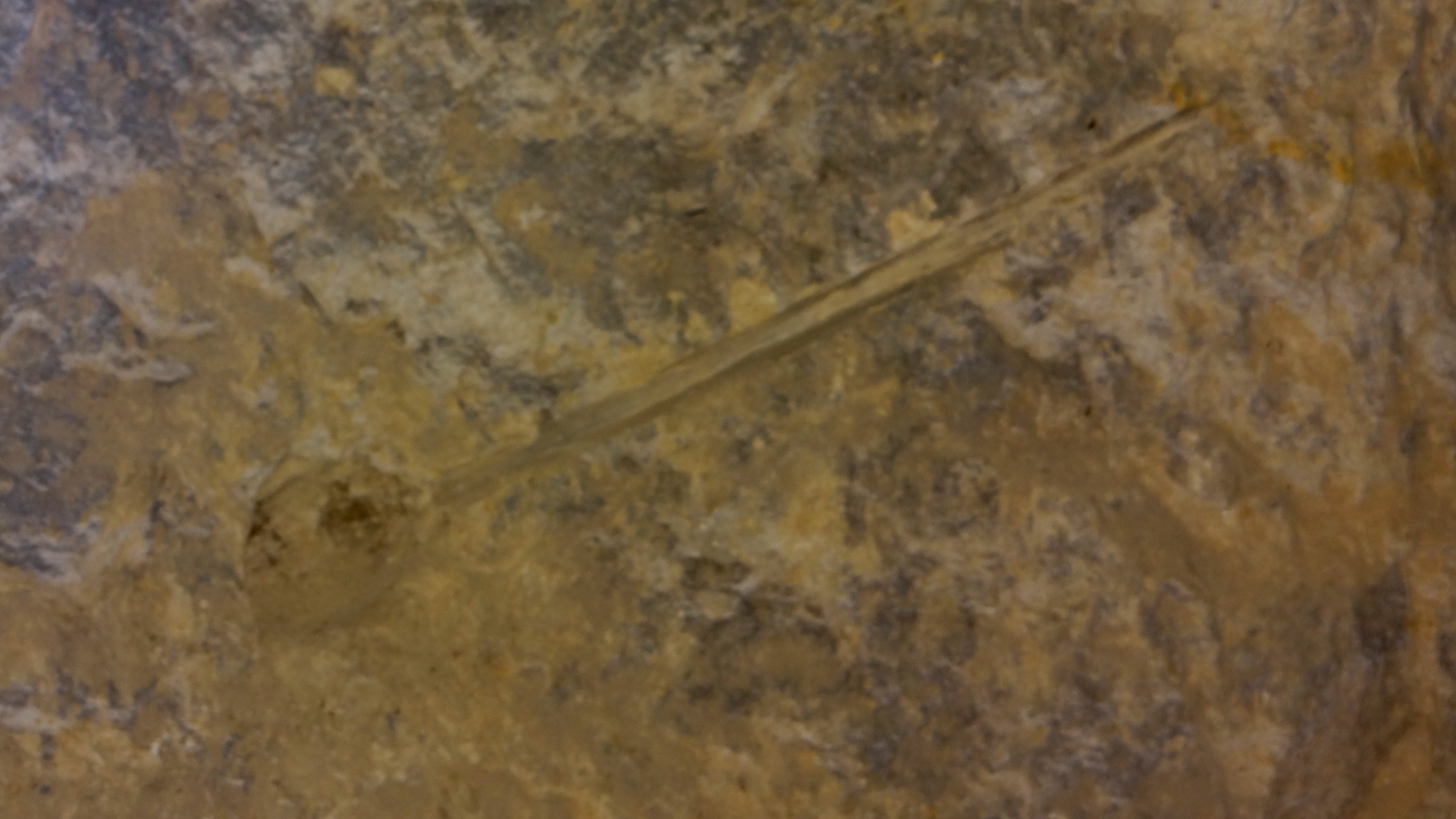
Forage à poudre noire.
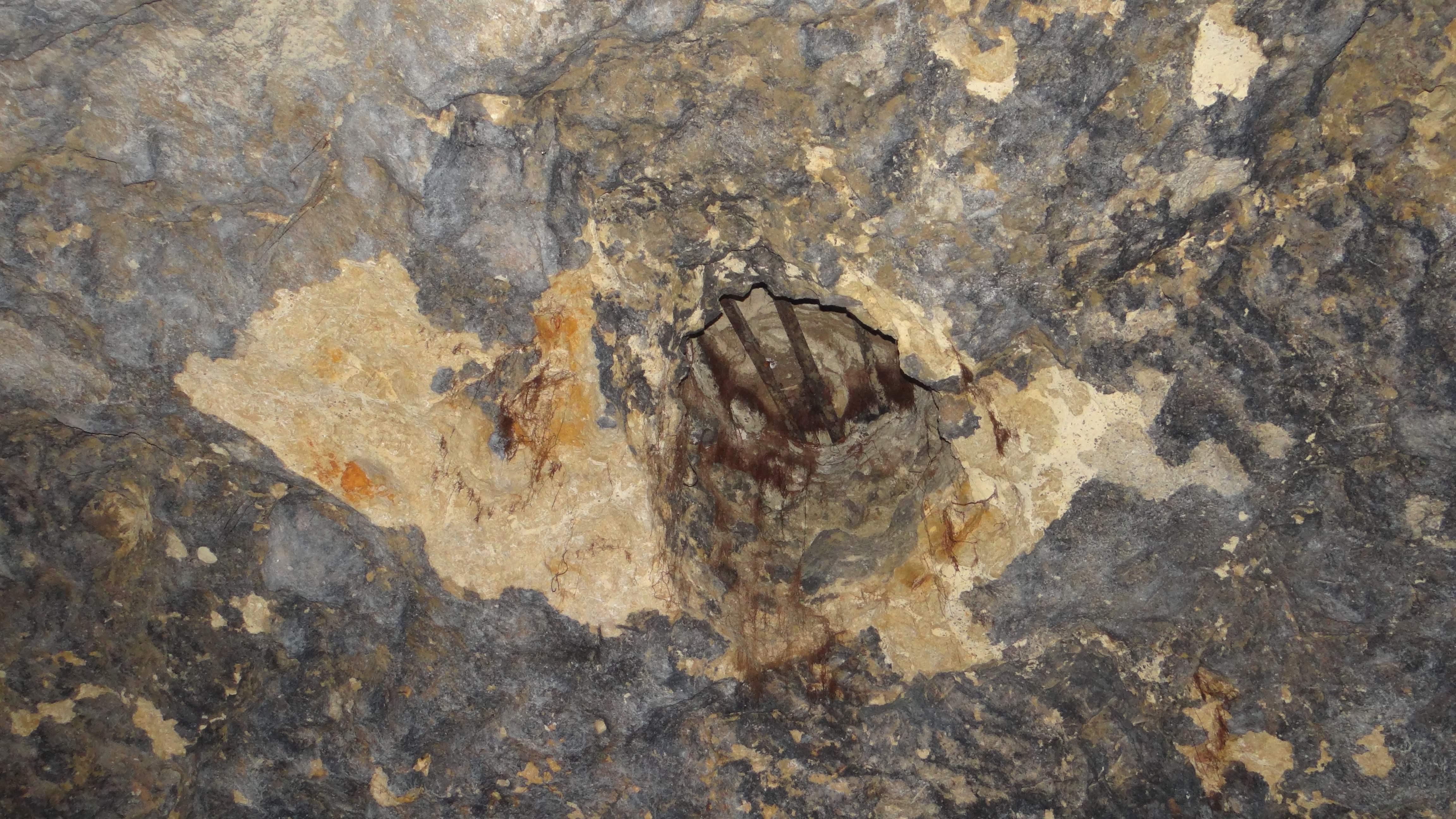
Cheminée d'évacuation des fumées.
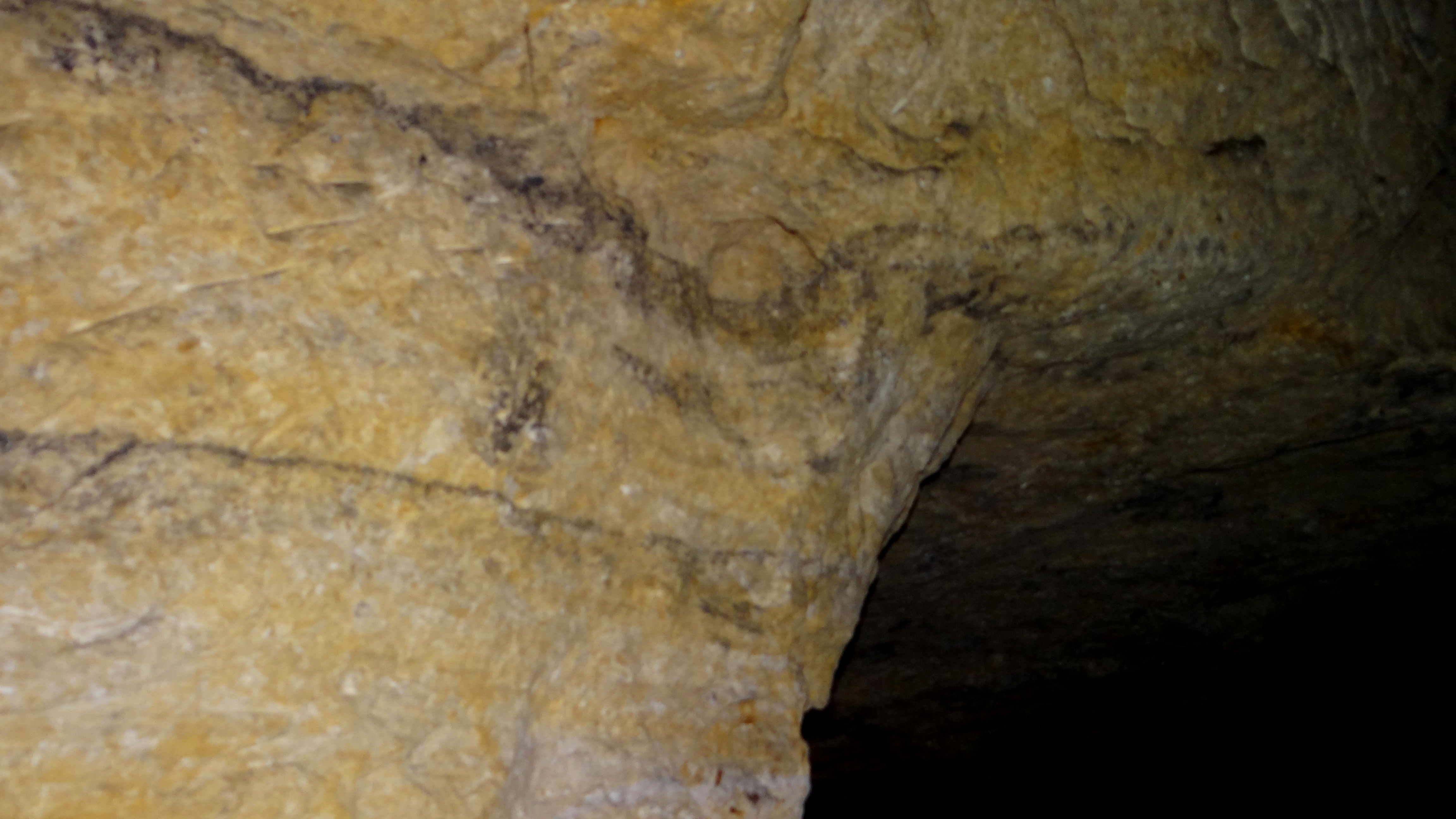
Traces sous plafond de l’inondation de 1911.

## Les champignonnières
Au début du XIXe siècle, la culture sur meules du champignon de couche devient la norme. On réalise la culture du champignon de couche sur de longues bandes parallèles de fumier de cheval ensemencées de mycélium puis recouvertes de terre ou de tourbe. Les meules étaient légèrement espacées pour laisser passer les champignonnistes. La culture sur meules a connu de nombreuses variantes toutes destinées à améliorer soit la productivité, soit le quotidien des champignonnistes.
Les carrières de la Malogne ont servi, de 1932 à 1934/35 et vers 1962, de champignonnière dont les vestiges sont omniprésents sous la forme d'hectares de zones de fumier appauvri saupoudré de schlamms blanc crème. Il existe encore quelques endroits où les meules sont intactes. Des annotations sur les murs ou les piliers marquent les couches ou les dates d'ensemencement. Dix dépôts de tessons de bouteilles, parfois munies d'un large goulot fermé par une capsule métallique percée de trous, ayant contenu le mycélium (marques "Blanc idéal", Chaville, et "Blanc pasteurisé", Gagny) sont actuellement répertoriés.

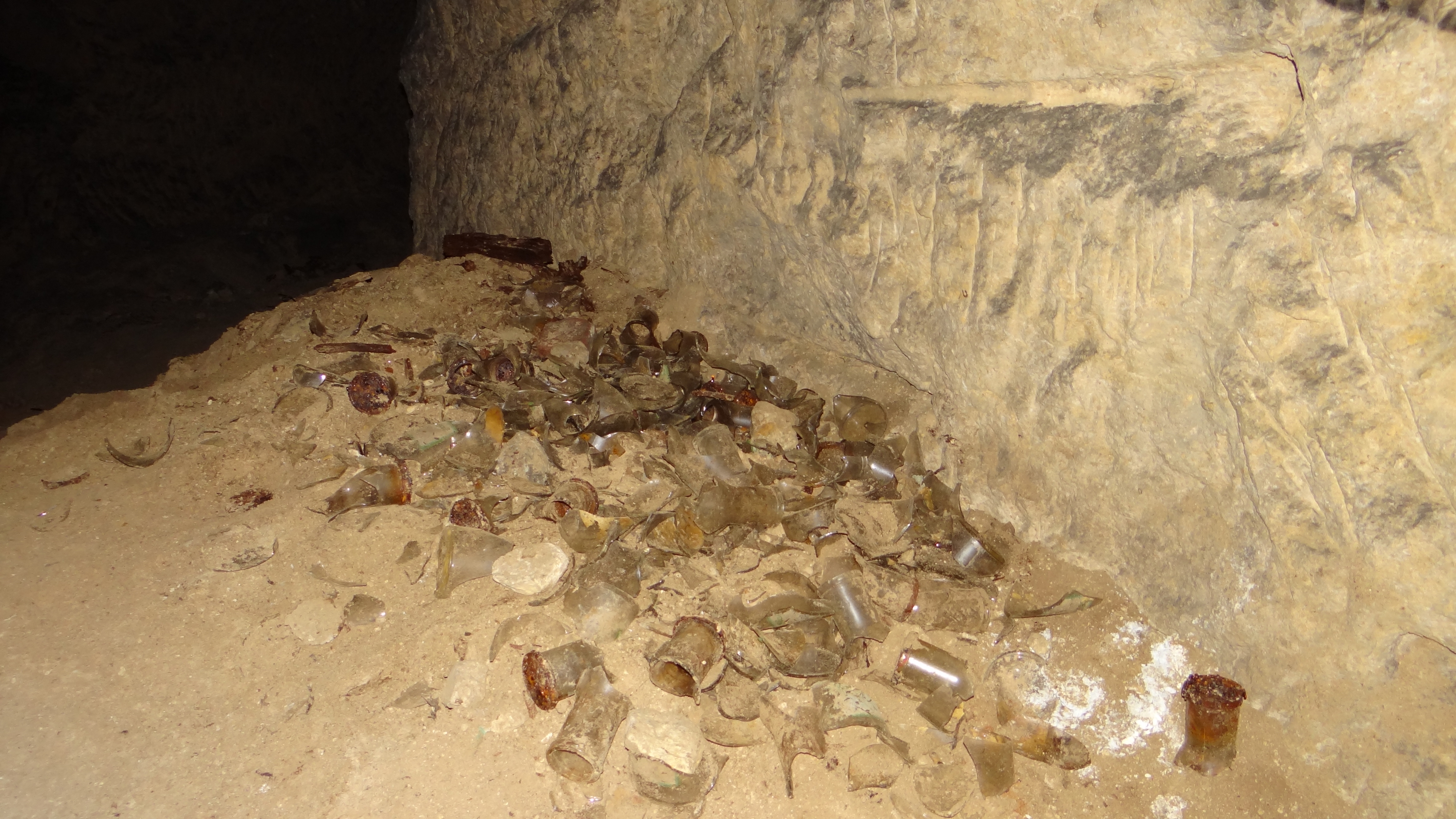
Tessons de bouteilles.
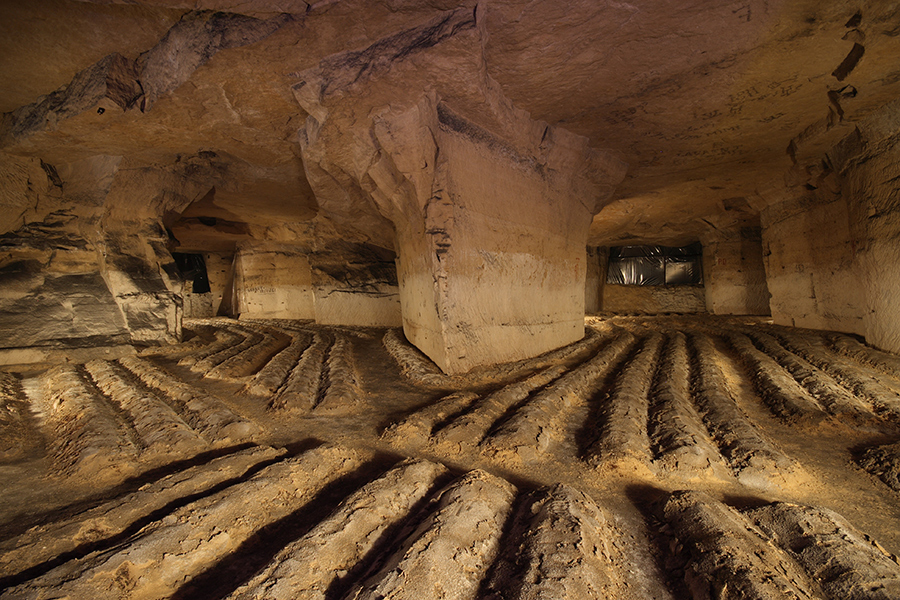
Exemple de culture de champignons en meules longitudinales.

## Lieu de résistance
Le réseau de galeries de la carrière de la Malogne a servi aux résistants des deux guerres mondiales. Une stèle commémorative a été érigée sur le parking d'entrée.

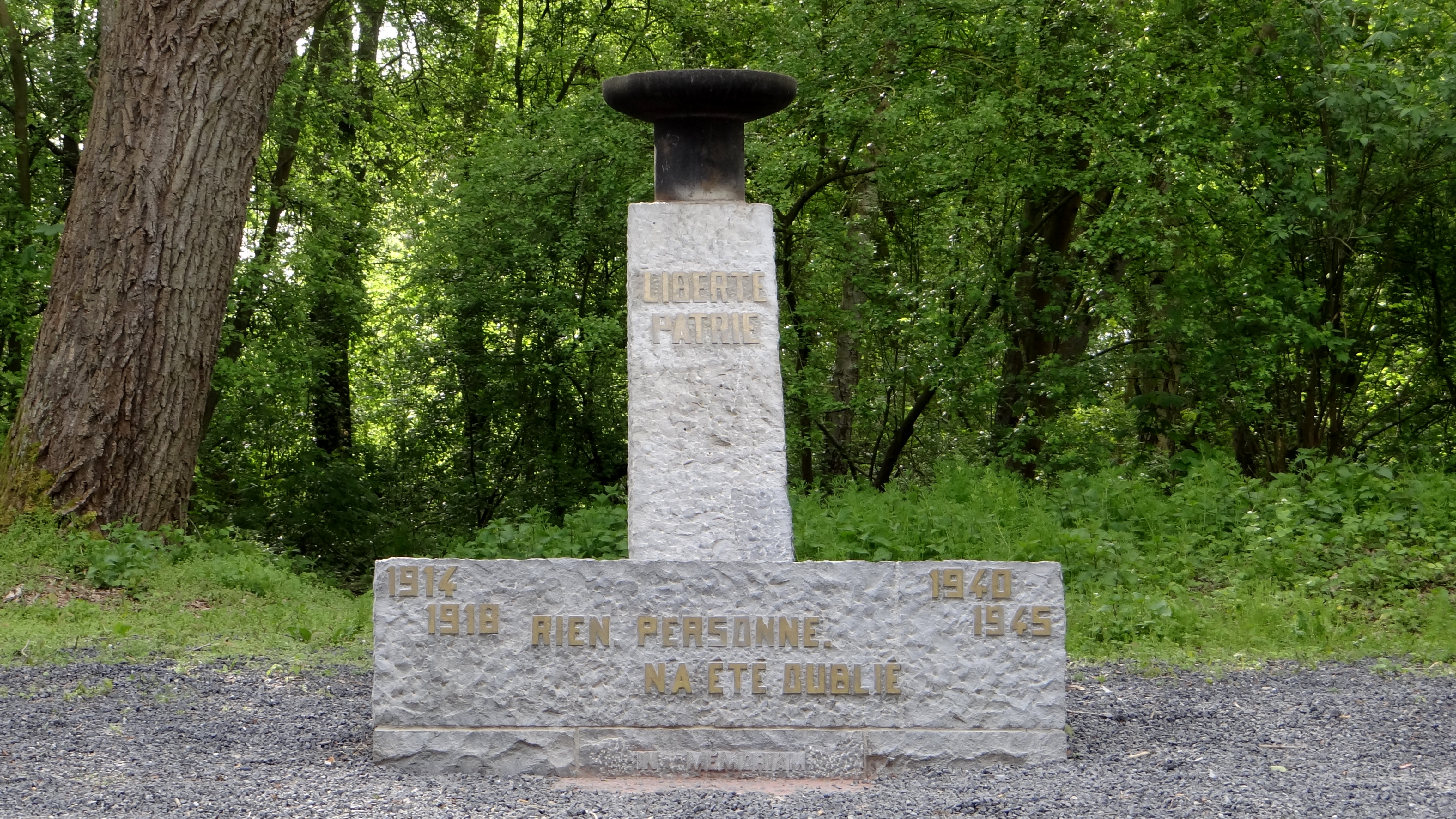
Stèle commémorative.
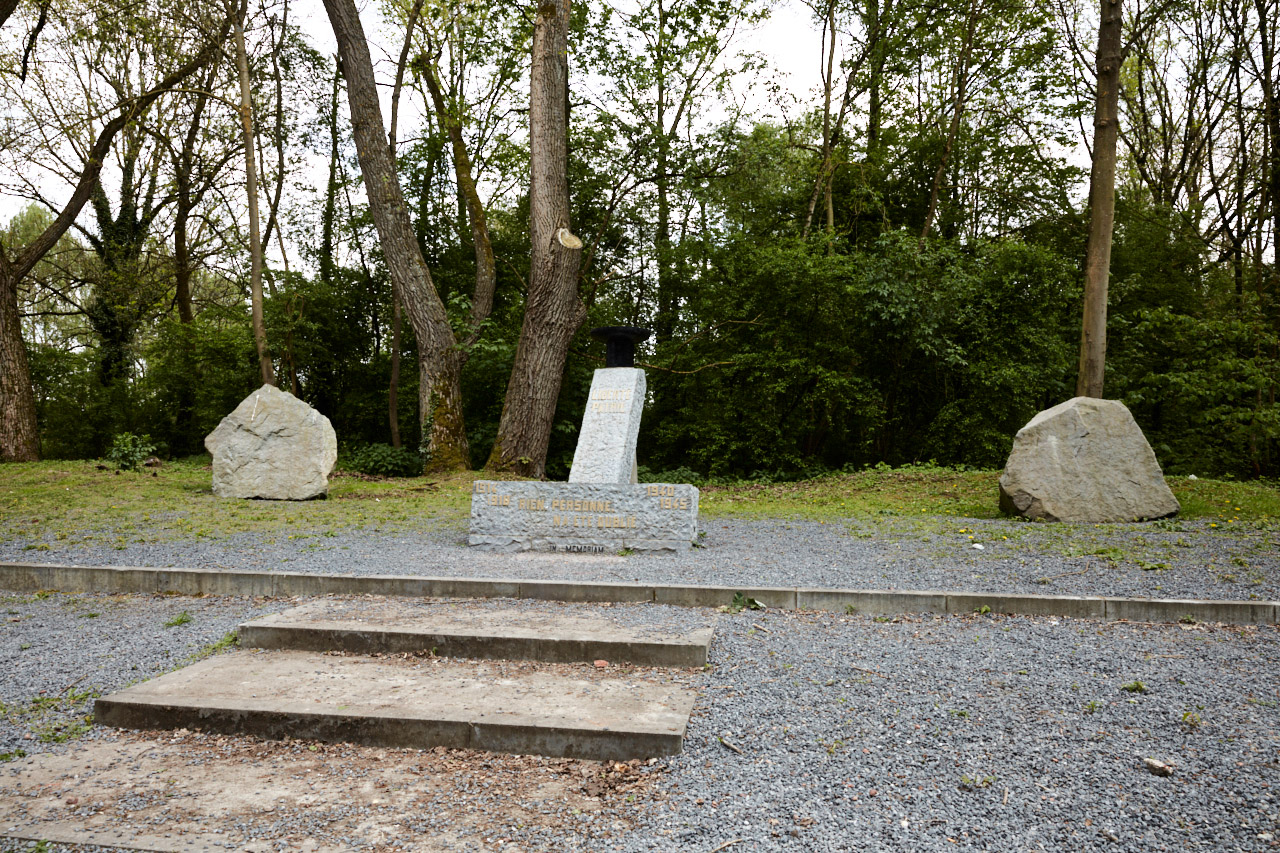
Vue d'ensemble.

## Visite
Le site de la Malogne est une carrière souterraine et non une mine (concédée). Elle ressort donc du droit civil pour ce qui est de la propriété, des responsabilités et des autorisations d'accès.
Le propriétaire de surface est propriétaire de son sous-sol, c'est-à-dire des parties de carrières souterraines à l'aplomb de ses terrains (ce qui n'est pas le cas pour les mines concédées). Seuls ces propriétaires peuvent autoriser l'accès chez eux. Le propriétaire d'un accès en surface n'a d'autres droits sur la carrière souterraine que ceux sous son terrain. Aucune autorité publique n'a le pouvoir d'autoriser l'accès sous les terrains de tiers. De même, aucune administration ou service de l'Etat, de la Région ou des communes n'a le droit de pénétrer sur ces propriétés privées, sauf dans les cas prévus dans les lois et règlements.
Une partie des carrières appartiennent à la Région wallonne (5 ha sous statut de réserve naturelle domaniale, interdite d'accès par les deux carrières, entre le Bois de la Malogne et la bretelle du ring R5). Une petite partie, au pied de la descenderie, ainsi que celle-ci, appartiennent à la Ville de Mons, tout comme le massif, les tunnels et les carrières sous les emprises du chemin de l'Espinette, de la rue de Frameries et du chemin des Chauffours. La bande sous et de part et d'autre de la ligne de chemin de fer 96A Bruxelles-Quévy appartient à Infrabel (elle dispose de ses propres accès sous son terrain). Le reste du site, soit environ 80%, appartient à de nombreux propriétaires privés.
Ces propriétaires privés ont confié à l'asbl Projet Malogne la gestion de leurs biens souterrains. Dans le respect des lois en vigueur, cette asbl s'est fixé comme objectifs:
1. la surveillance et la protection du site.
2. la coordination et l'encadrement scientifique.
3. le développement d'un circuit de visite pour le grand public en partenariat avec la ville de Mons (dans le respect de la période d'hibernation des chiroptères).

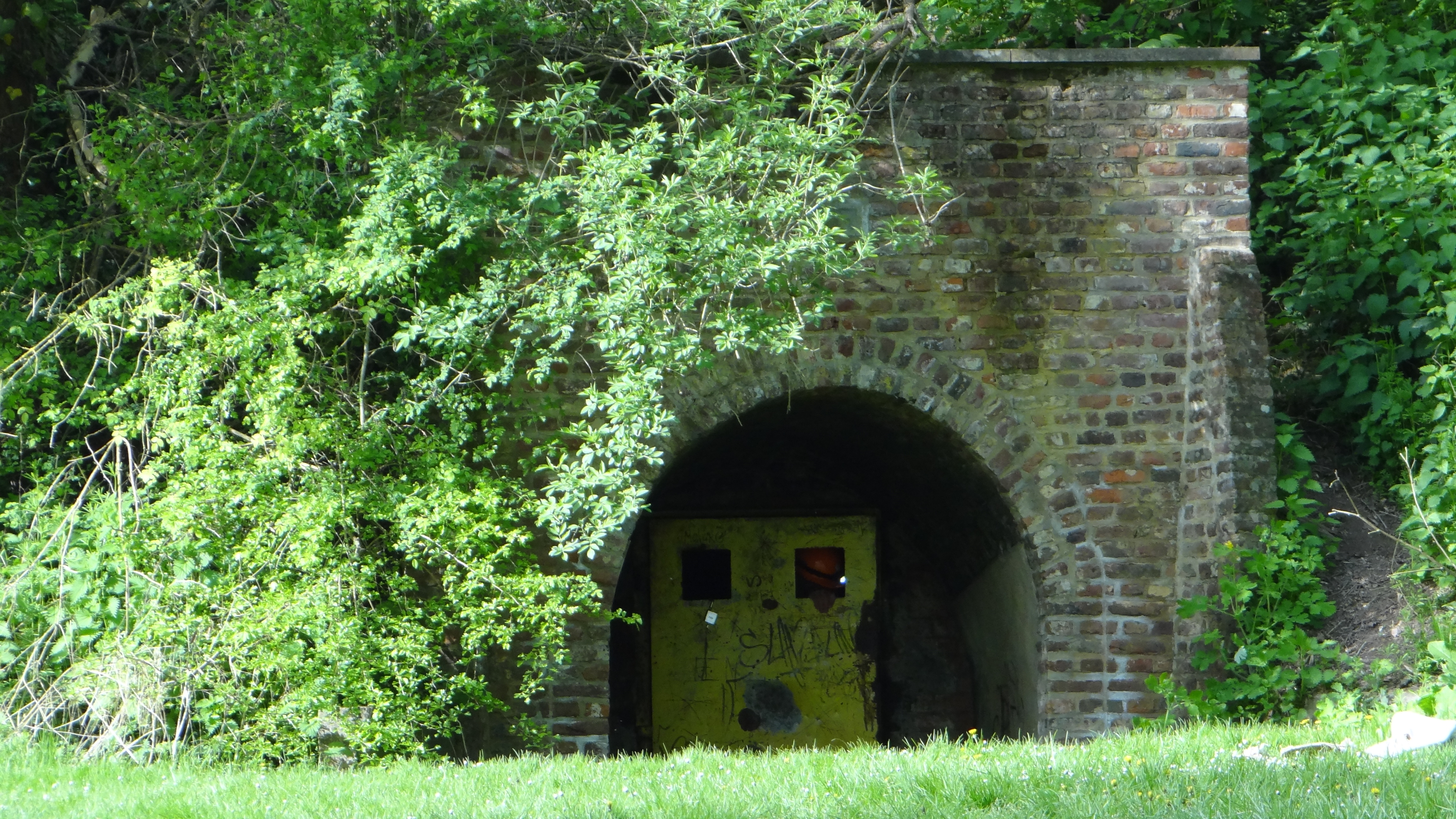
Entrée de la carrière de la Malogne à Cuesmes.
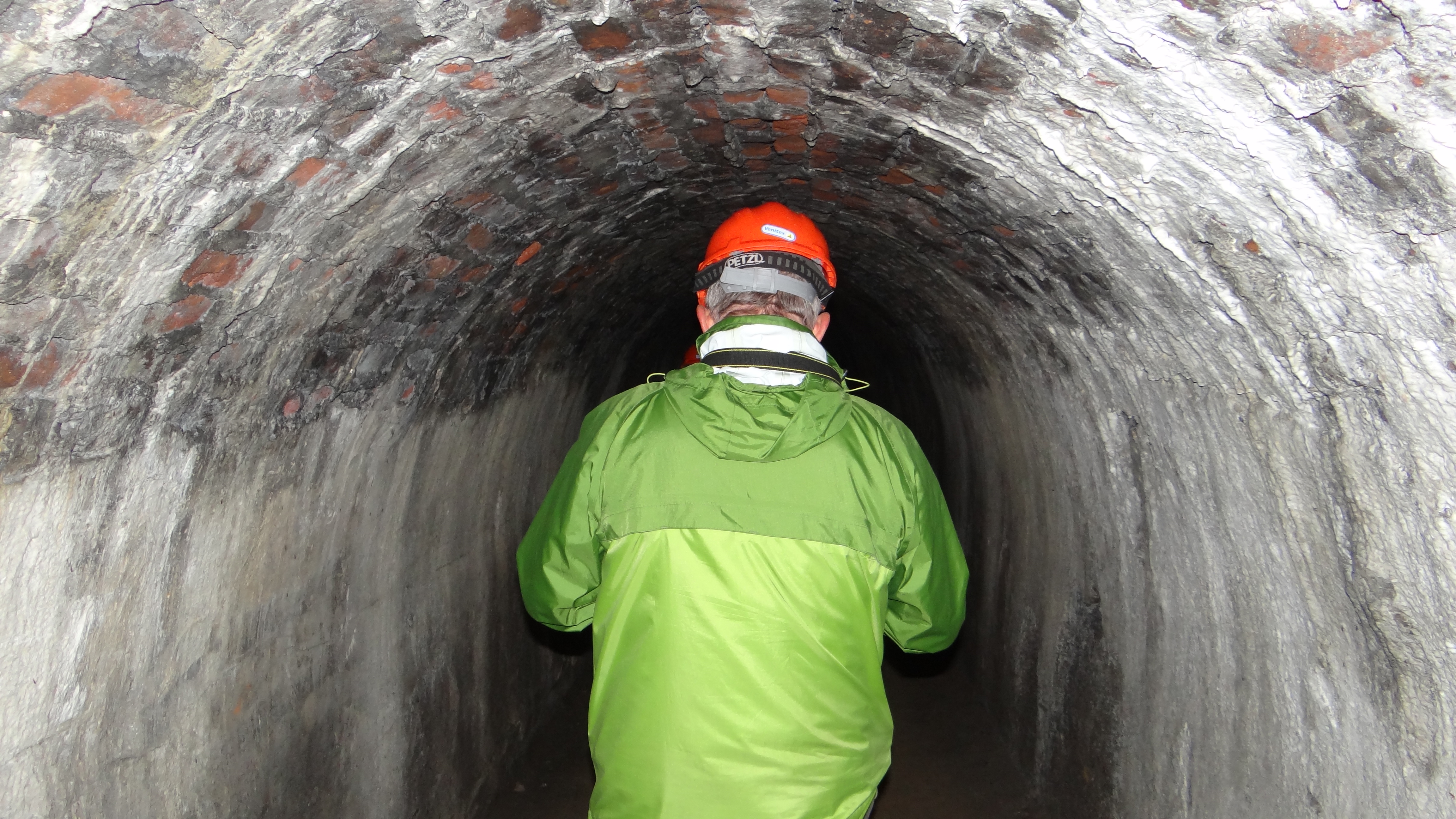
Descenderie.